# Ripollet
Ripollet es un municipio y ciudad española de la provincia de Barcelona, en la comunidad autónoma de Cataluña. El término municipal, que está situado en la parte sureste de la comarca del Vallés Occidental, forma parte del área metropolitana de Barcelona. Tiene una extensión de 4,39 km², con un total de 39 031 habitantes (INE 2022). La densidad de población es de 8856 hab./km². Está a una distancia de 20 km del centro de Barcelona.

## Etimología
La primera vez que aparece en un documento escrito la palabra Ripollet es en una publicación sacramental testamentaria, que fue jurada en el altar de San Martín de Sardañola el año 1402. El origen etimológico del nombre de la villa se encuentra en el río Ripoll, Rivus Pullus en latín, arroyo de chopos ( o pollancres en catalán).
Otra teoría sobre el origen del nombre hace referencia al escudo de la villa, apunta a la existencia de antiguos molinos de harina movidos por las aguas del río Ripoll. La abundancia de grano atraería la presencia de aves, como el polluelo que aparece en el escudo.

## Geografía
Ripollet forma parte de un continuo urbano que linda al suroeste con Sardañola del Vallés, al este con Moncada y Reixach (barrio de Mas Rampinyo) y norte con Barberá del Vallés (polígono industrial de Can Salvatella), que se ha desarrollado a lo largo de los años alrededor de algunos de los principales ejes de comunicación de la comarca, la carretera N-150 de Barcelona a Sabadell y Tarrasa (1852), el ferrocarril (1855), además de la carretera a Moncada por Mas Rampinyo (1880) y la de Santiga. Atraviesa el municipio de noroeste a suroeste la autopista C-58 de Barcelona a Tarrasa (1975).
El municipio está situado dentro de la depresión prelitoral, con una altitud media de 79 metros y una altitud máxima de 131 metros en un punto limítrofe con Barberà del Vallés, denominado la Sierra de la Salud. El río Ripoll atraviesa el término de noroeste a suroeste poco antes de su confluencia con el Besós. Se trata de un río de caudal escaso e importantes crecidas estacionales.
La mayor parte del suelo del municipio está urbanizado, siendo el único elemento de paisaje vegetal destacable una pequeña plantación de pinar conocida como los Pinetons al norte del municipio. El cauce del Ripoll ha sido ocupado durante décadas por huertos urbanos y chabolas que han degradado la vegetación de ribera autóctona. 
El clima es mediterráneo litoral, con un régimen hídrico inferior a los 600 mm, verano seco y lluvias más habituales en otoño. El paso del río Ripoll y el río Sec crean un microclima húmedo.

## Historia

### Prehistoria
Uno de los indicios más sólidos que tenemos para hablar de un primer asentamiento humano en tierras ripolletenses se remonta a la época prehistórica, concretamente en el neolítico medio. En 1929 se descubrieron los restos de una necrópolis en los terrenos de la tejería Padró, en el barrio de Can Tiana de la Riba, que entonces era término de Sardañola. Entre los diferentes testimonios arqueológicos localizados destacan dos sepulcros pertenecientes a la cultura de los sepulcros de fosa (3500 - 2500 aC), con ajuares de gran riqueza, así como restos humanos, hachas, picos y cuchillos de sílex, que actualmente podemos ver en el Museo de Historia de Sabadell. De hecho, tanto por el tipo de piezas encontradas como por el material y la calidad de las mismas, es bastante evidente la existencia de un comercio muy activo con zonas bastante alejadas.
En el 2006 se encontraron en la zona de Pinetons dos yacimientos con restos arqueológicos de finales de la edad de bronce (800-1100 aC) y un hipogeo del bronce inicial (1500 - 1800 aC), donde se han encontrado hasta 32 cuerpos, siendo una de las necrópolis de esa época y tipología más importantes de Cataluña.

### Época Romana
Como herencia de la época romana en Ripollet tenemos el paso de las vías Trajana y Valeri Maxi. Esta última fue llamada durante la Edad Media como el camino real de San Cugat. Ambas, la primera de oeste a este y la segunda de norte a sur, rodeaban el pequeño núcleo de población.

### Edad Media

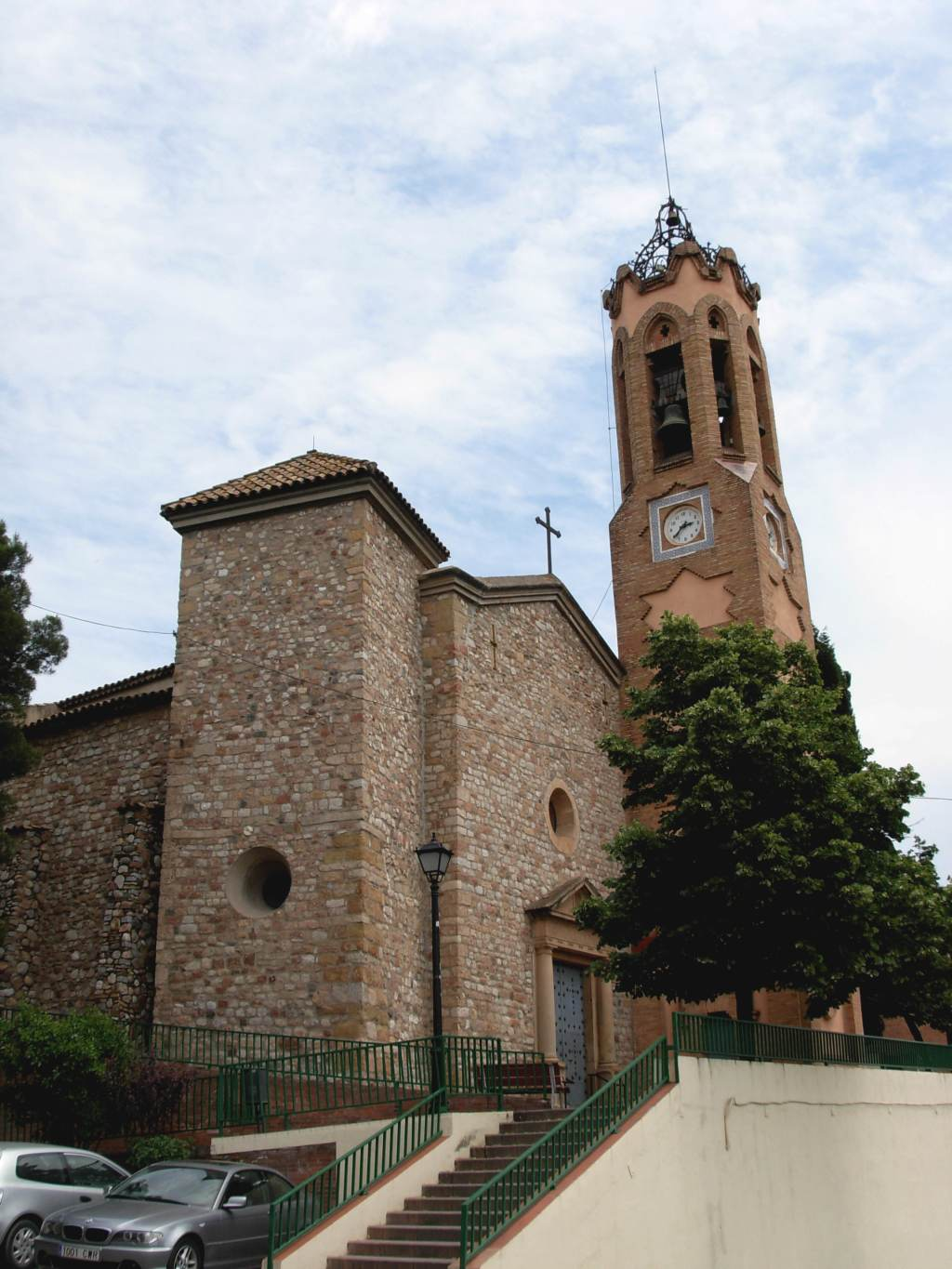
Iglesia de San Esteban

A partir de los restos y de los datos conocidos sobre los antiguos caminos de trashumancia, puede considerarse de que durante los primeros siglos de nuestra era esta zona contó con una cierta actividad agrícola y ganadera, así como con el inicio, ya hacia los siglos VIII y IX, de una organización eclesiástica. Una muestra es la iglesia de San Esteban de Ripollet, ya mencionada en una documentación del año 986 y vinculada al monasterio de Sant Cugat.
Gracias a diversos documentos escritos que se conservan en los archivos de este mismo monasterio, hay constancia de la existencia en aquellos primeros tiempos de un pequeño pueblo conocido como Palau Ausit (Palatio Auzido). La primera referencia de Palau Ausit, nombre que según la documentación ostentaba antiguamente la villa, es del 25 de enero de 983, donde aparece citado en una permuta de tierras que hizo el monasterio de Sant Cugat. Las explicaciones sobre su origen son diversas, una teoría apunta a que grandes bosques de encinas rodeaban la villa, por lo que seguramente 'audit' podría venir de 'ausina', encina. Una segunda teoría apunta al origen árabe del nombre: 'Abu' que es familia o linaje, y 'Zit', nombre del linaje árabe que dominó el territorio de Ripollet.
Como el resto de Cataluña, Ripollet también sufrió secuelas con los conflictos entre árabes y cristianos: casas destruidas, el castillo y las torres de defensa devastados, bosques quemados, cosechas perdidas y la disminución de la población. Fue significativa la batalla por la defensa de Barcelona, en julio del año 985, protagonizada por las tropas cristianas del conde Borrell II y las islámicas de Almanzor. Esta batalla, que ganó Almanzor, tuvo lugar en el Llano de Matabous o Rovirans, que algunas fuentes sitúan entre la riera de Sant Cugat y el río Ripoll, en la zona periférica a Ripollet que ahora llamamos Mas Rampinyo.
Ya en el siglo XII, en tiempos del conde Ramón Berenguer IV, Ripollet tuvo alcaldía. Por otra parte, también debemos decir que parece muy clara la presencia de la orden templaria en esta región, tal y como lo demuestran ciertos testimonios encontrados en el conjunto de la iglesia parroquial (antiguo claustro y casa rectoral). Con los años las posesiones del monasterio de Sant Cugat fueron confirmadas y en un documento del año 1234 el rey Jaime I otorga el señorío al monasterio, aunque éste sigue siendo de jurisdicción real.
Durante el siglo XIV, con el reinado de Pedro III el Ceremonioso, el municipio obtuvo el privilegio de ser calle de Barcelona. De esta manera, sus habitantes disfrutaron de los mismos derechos y deberes que los de la Ciudad Condal. 

### Edad Moderna

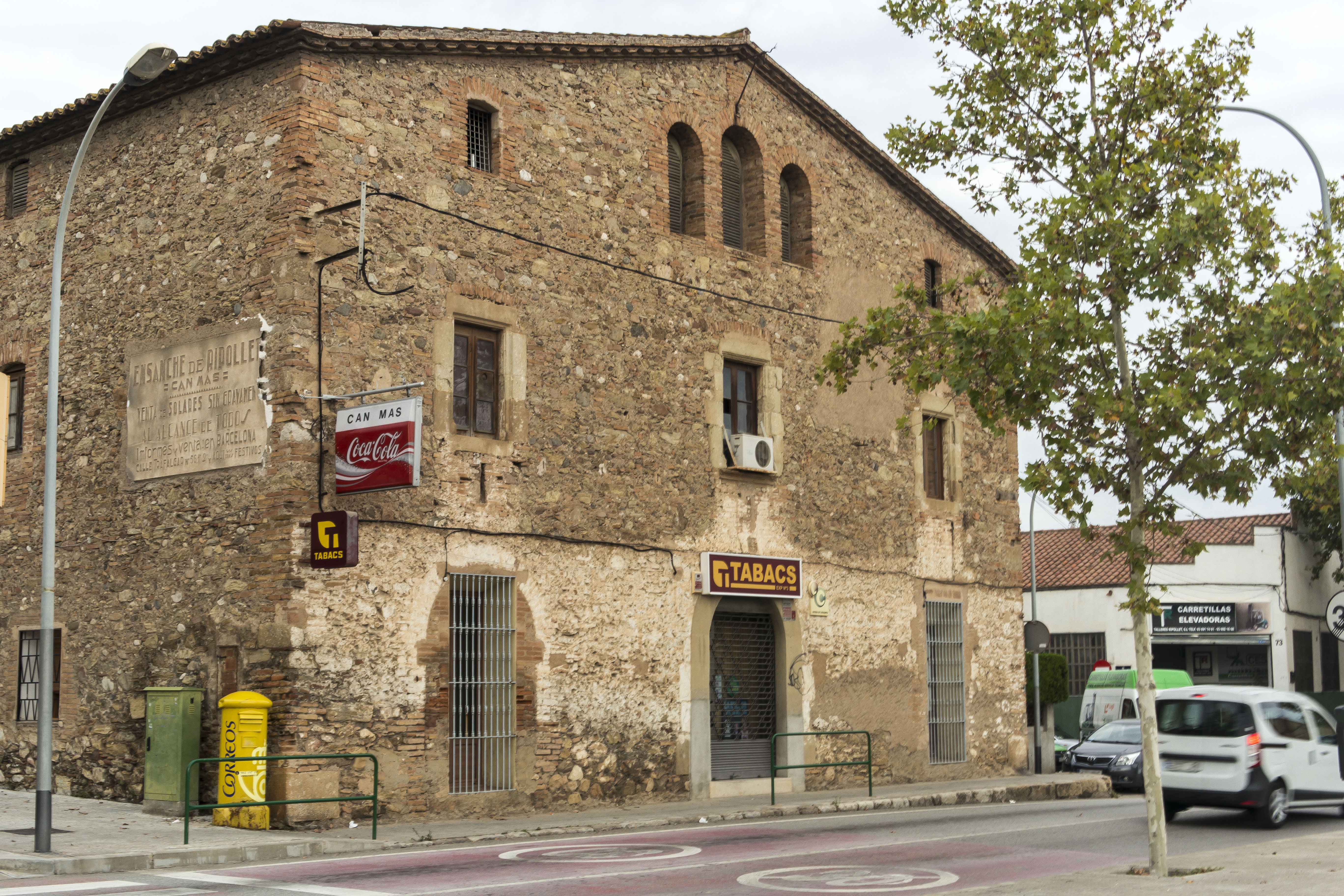
Masía de Can Mas

En 1585, el rey Felipe II concedió a Ripollet, entre otros, el privilegio de tener ayuntamiento propio. Sobre la demarcación, con los Austrias, Ripollet fue un lugar que formó parte de la subveguería del Vallès. Con los Borbones, a partir del Decreto de Nueva Planta, aparece en el nomenclátor de Floridablanca como lugar realengo del Corregimiento de Mataró (desde 1719 hasta 1823). De esta época, donde aparecen los primeros molinos de papel, tenemos como testimonio las masías de Can Grasses, Can Buxó y Can Mas.

### SigloXIX
Según un documento de 1802, el municipio fue conocido como coto redondo y realengo, es decir, pueblo y término que no eran propiedad de ningún señor (señorío) sino que estaban sometidos a la autoridad real, pero siempre bajo la representación del monasterio de Sant Cugat. No mucho más tarde, queda adscrito al partido judicial de Granollers.
Durante la Guerra del Francés, entre 1808 y 1814, Ripollet fue escenario de luchas y miseria. En el primer año de la guerra sufrió ocho saqueos, lo que obliga a la población a huir durante unos dos años. El 9 de junio de 1808 un pelotón de soldados franceses que se retiraban de la batalla del Bruc saquearon un municipio que, en realidad, no puso demasiada resistencia, destruyendo su archivo parroquial. Unos días más tarde, el 16 de junio, fueron quemadas la iglesia y la rectoría. El semiabandono del pueblo durante este tiempo supuso su ruina casi total. Posteriormente, y debido a su proximidad con Barcelona, otros eventos políticos de esta centuria como las guerras carlistas, los pronunciamientos militares y la pérdida de las últimas colonias, tuvieron también una fuerte incidencia en la vida de la población.
En 1837 forma parte del partido judicial de Terrasa, y desde 1890, del partido judicial de Sabadell. Un tiempo después, el año 1894, consiguió el título de villa gracias al Real Decreto otorgado por la reina regente María Cristina.

### SigloXX

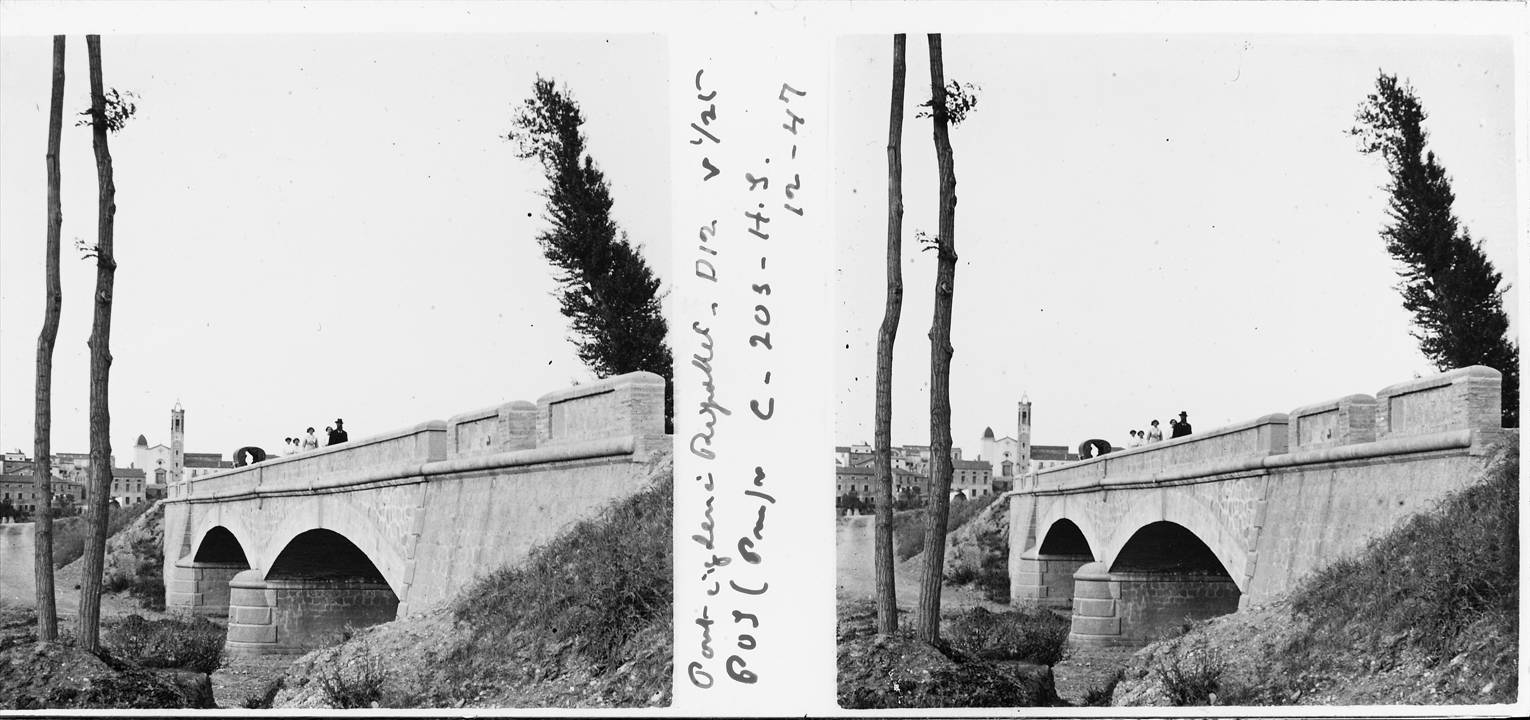
Puente sobre el Ripoll del camino a Can Tiana. Al fondo la iglesia de San Esteban. 1912

A principios de siglo la llegada de Uralita al barrio de Can Tiana transformó para siempre Ripollet. En el barrio de frontera, la zona de Quatre Cantons y la carretera N-150 se convirtieron en el eje de crecimiento económico y demográfico de Ripollet en el primer tercio de siglo. Allí Sardañola y Ripollet compartían la estación de tren (1855), la centralita de Telefónica, el Celler Cooperativo (1920) y la Cruz Roja Sardañola-Ripollet (fundada en 1921, abriendo el local definitivo en la carretera de la estación en 1940). Esta fuerte relación que había entre Ripollet y Sardañola llegó hasta el punto de que sus alcaldes propusieran a la Generalidad la fusión de los ayuntamientos en dos ocasiones, en 1932 y 1936, poco antes de la guerra.
El impacto de Uralita en Ripollet y Sardañola, sin embargo, ha tenido sus consecuencias trágicas. La fábrica cerró en 1997, pocos años antes de la prohibición del amianto en España, en el 2002. Durante más de un siglo centenares de trabajadores de la fábrica y vecinos de la zona han desarrollado patologías pulmonares graves, asbestosis, cáncer de pulmón y mesoteliomas, provocadas por la inhalación de fibras de amianto.
En 1936, tras la derrota del alzamiento militar en Barcelona, la CNT-Fai se hizo con el control del Vallés. En Ripollet la CNT implantó las patrullas de control, con registros domiciliarios y levantó una barricada con ametralladoras en Quatre Cantons. Quemaron el altar renacentista de la iglesia de San Esteban y asesinaron dos clérigos. Pocas semanas después del alzamiento se expropiaron los cultivos de los considerados «señores fascistas» y se colectivizaron las fábricas. La Uralita, de los pro-republicanos hermanos Roviralta, contaba con 600 obreros y fue colectivizada bajo la denominación de Uralita Empresa Obrera Colectivitzada. Los cuatro molinos de cartón de Ripollet pasaron al control de la UGT.
En 1938 la Guerra Civil llegó a las puertas de Ripollet, fue un año de llegada masiva de refugiados por los bombardeos de Barcelona y de mucha hambre.
Ripollet, como otras localidades del Vallés, fue finalmente ocupada por los franquistas el 26 de enero de 1939, con las tropas del Requeté de Navarra comandadas por el general José Solchaga y fuerzas marroquíes del general Yagüe. El poder republicano ya era inexistente en Ripollet, el día antes habían huido algunas de las figuras locales más comprometidas con la República, como Casimir Carbó, secretario del ayuntamiento y miembro de Estat Catalá, Ernest Sales Vidal de ERC o los líderes locales de la CNT. Era el inicio de una larga etapa de represión.
Al final de la guerra, el ejército ubicó en Can Duran (Moncada y Reixach) un destacamento de artillería con 14 polvorines, 3 de ellos muy cercanos a los Pinetons en Ripollet, para guardar pólvora, bombas y armamento de la Guerra Civil. La noche del 6 de junio de 1950 uno de los polvorines de Ripollet explotó. La gran explosión sacudió Ripollet, destrozando cristales y tejados, y arrasó campos de trigo y vid. En Ripollet el episodio se conoció popularmente como «la noche de los calzoncillos», ya que fueron muchos los vecinos que aquella calurosa noche salieron a la calle con lo puesto.

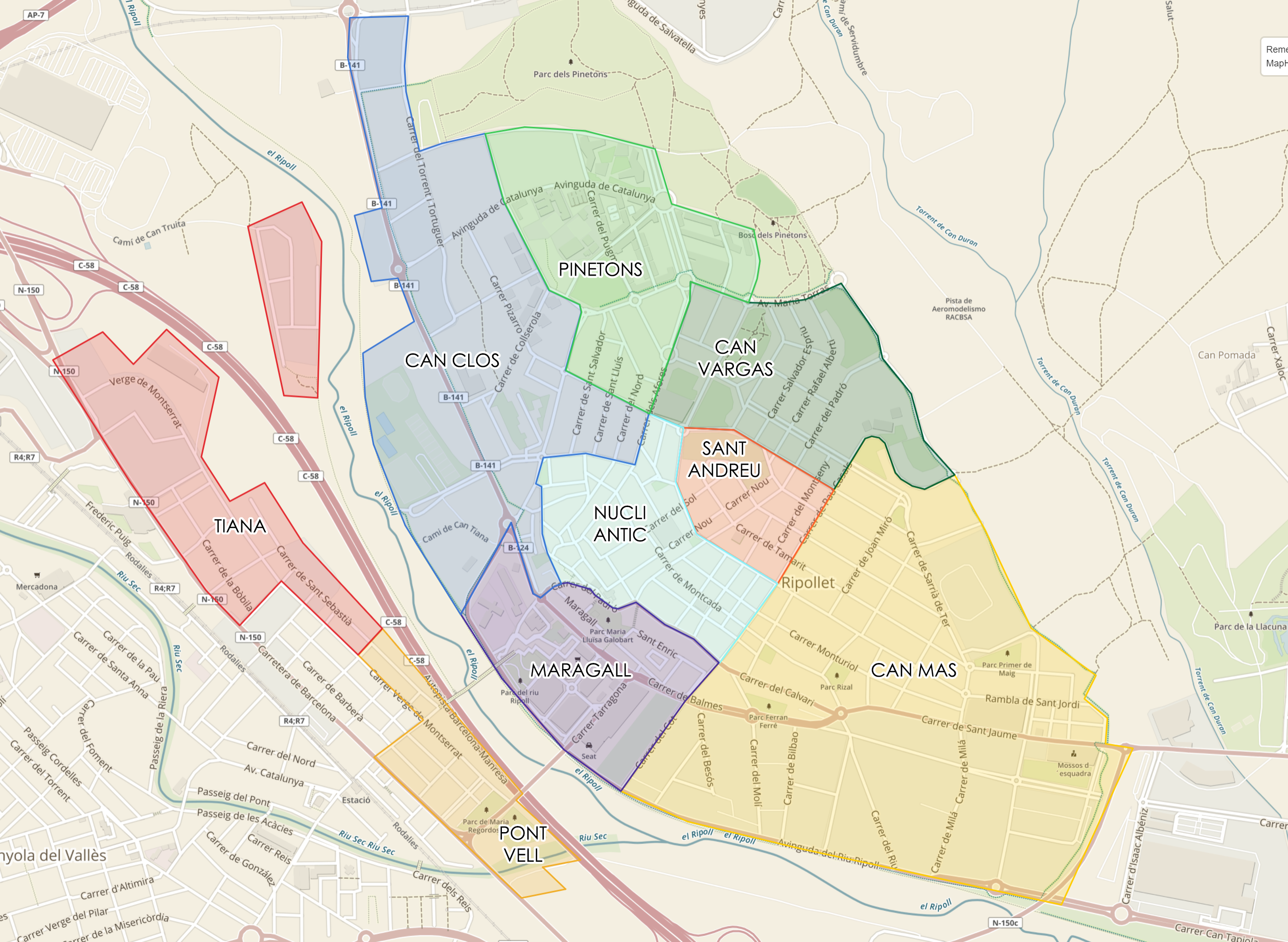
Barrios de Ripollet

En los años 60, en pleno boom industrial y turístico del área metropolitana de Barcelona, Ripollet se convertiría en el municipio, porcentualmente, de mayor crecimiento demográfico de toda Cataluña. El crecimiento descontrolado creó nuevos barrios, como Can Mas, popularmente llamado «la ciudad sin ley», donde se edificaban bloques de pisos en calles sin asfaltar y sin suministro de agua o luz, para alojar a las familias obreras. A veces una misma vivienda se vendía a dos familias, una práctica fraudulenta que era habitual. Casamitjana o Martorell eran los constructores, muchos vecinos recuerdan como los vendedores de pisos dibujaban con tiza en la calle un boceto de los planos de las viviendas que vendían allí mismo.
De esa época debemos destacar las famosas y trágicas riadas de 1962, que se llevaron por delante chabolas y barracas cercanas al río Ripoll, además de huertos, almacenes y algunas fábricas, causando 12 víctimas mortales. El dictador Francisco Franco visitó en dos ocasiones la zona afectada.
En los años 70, aunque el crecimiento de población desaceleró, se construyeron nuevos barrios como Maragall y apareció el fenómeno de la inmigración exterior: un asentamiento chabolista en el río Sec de gitanos portugueses, 150 personas según un censo de 1983, que llegarían a ser cerca de 1000 en 1987.
El crecimiento industrial de los años 60 se consolidó en los 70 y se construyeron nuevas vías de comunicación como la autopista A-18 que partió en dos el municipio. El fin de la dictadura, la transición y los primeros años de democracia estuvieron marcados por la lucha obrera, como podemos constatar con las huelgas de Sintermetal en 1973 o la huelga general local por el cierre de Mir-Miró en 1982. La construcción del ambulatorio (1972) o de la escuela de adultos (1977), son algunos de los movimientos reivindicativos de la época.
El 19 de abril de 1979 la izquierda volvió a gobernar en Ripollet. El primer consistorio tras la dictadura estaba formado por: PSUC 7 regidores, PSC-PSOE 7 regidores, Participació Popular (COP) 3 regidores y Grup Independent (CiU) 2 regidores. Se iniciaría entonces una época de construcción de nuevas instalaciones municipales y servicios, como el polideportivo municipal (1986), el Instituto de BUP (1983) o el centro cultural (1995).
El siglo XX finalizó con la inauguración el año 1999 del parque metropolitano de Els Pinetons, nuevo pulmón verde de Ripollet, uno de los parques urbanos más grandes del área metropolitana de Barcelona, todavía en expansión.

## Demografía
Ripollet cuenta con una población de 39 462 habitantes (INE 2024).
| Gráfica de evolución demográfica de Ripollet entre 1842 y 2021                                                        |
| |
| Población de derecho según los censos de población del INE. Población de hecho según los censos de población del INE. |

El crecimiento de la población, desde el primer núcleo urbano alrededor de la iglesia de San Esteban, ha estado condicionado a lo largo de la historia por la aparición de nuevos centros productivos en el municipio y los alrededores, como la industria papelera en el siglo XVIII, la textil en el siglo XIX y los grandes polígonos industriales de los años 1960 y 1970. Este último periodo está marcado por la llegada masiva de inmigrantes, mayoritariamente de Andalucía, que cuadriplicó la población de Ripollet en una década. Actualmente la ciudad sigue creciendo, en parte gracias a un notable aumento de la inmigración exterior los últimos años.

## Administración y política

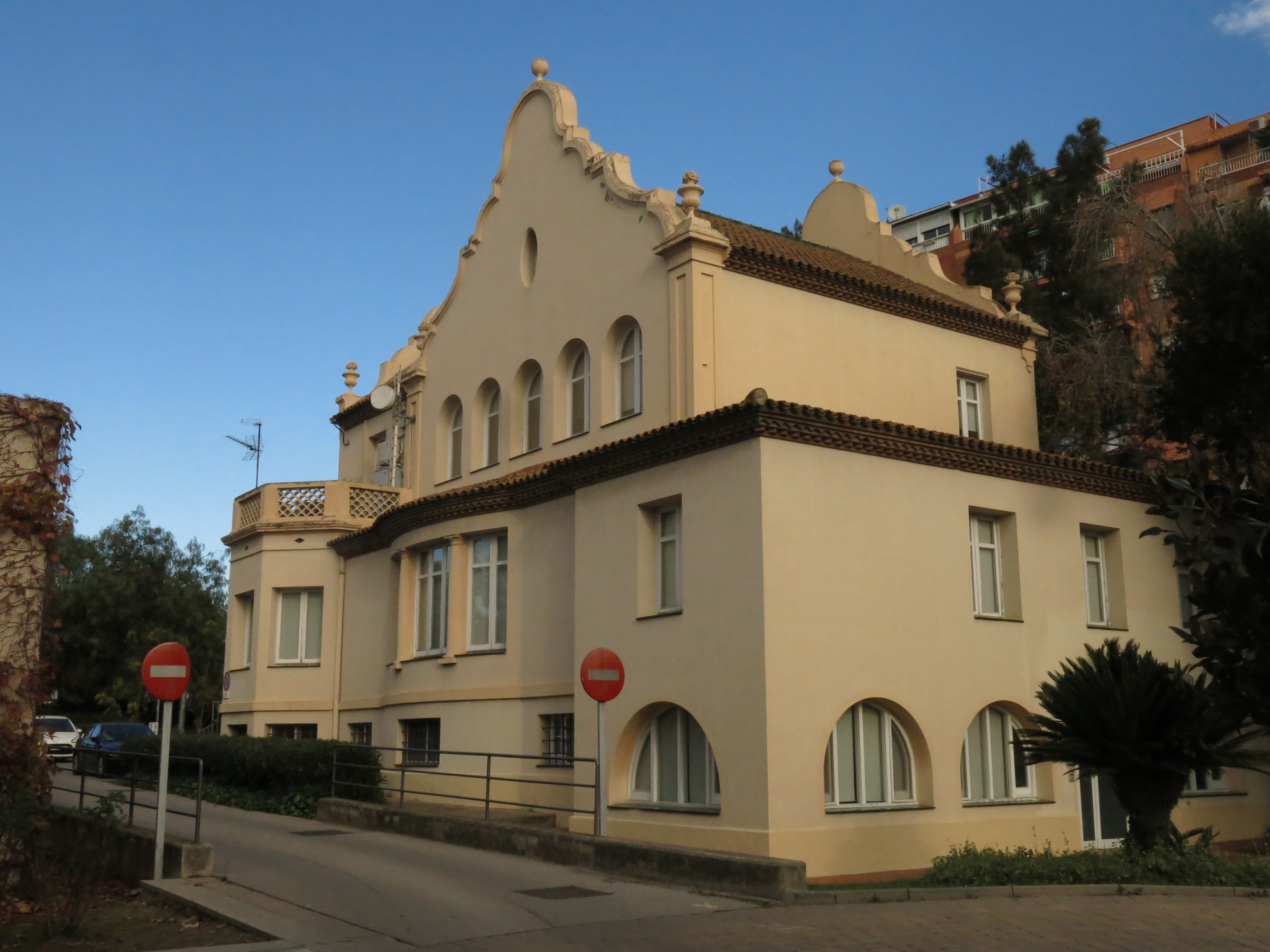
Ayuntamiento de Ripollet

Tras las elecciones municipales de 2023 fue investido alcalde el socialista Luis Tirado García, con los votos de los 9 concejales de su partido y de los 2 concejales de ERC.
| Periodo   | Nombre                    | Partido | Partido                                        |
| --------- | ------------------------- | ------- | ---------------------------------------------- |
| 1979-1987 | Carles Ferré i Cuscó      |         | Partit Socialista Unificat de Catalunya (PSUC) |
| 1987-1991 | Carles Ferré i Cuscó      |         | Iniciativa per Catalunya Verds (ICV)           |
| 1991-1991 | Norbert Fusté i Pagès     |         | Iniciativa per Catalunya Verds (ICV)           |
| 1991-2001 | Carles Ferré i Cuscó      |         | Partit dels Socialistes de Catalunya (PSC)     |
| 2001–2015 | Juan Parralejo Aragoneses |         | Partit dels Socialistes de Catalunya (PSC)     |
| 2015-2023 | José María Osuna López    |         | Decidim Ripollet                               |
| 2023-act. | Luis Tirado García        |         | Partit dels Socialistes de Catalunya (PSC)     |

| Partido político                                                                                     | 2023  | 2023  | 2023       | 2019  | 2019  | 2019       | 2015  | 2015  | 2015       | 2011  | 2011  | 2011       | 2007  | 2007  | 2007       |
| Partido político                                                                                     | %     | Votos | Concejales | %     | Votos | Concejales | %     | Votos | Concejales | %     | Votos | Concejales | %     | Votos | Concejales |
| Partit dels Socialistes de Catalunya (PSC)                                                           | 38,53 | 5595  | 10         | 25,78 | 4243  | 6          | 22,27 | 3148  | 6          | 26,88 | 3297  | 7          | 34,99 | 4226  | 9          |
| Partit Demòcrata Europeu Català (PDeCAT)                                                             | 25,13 | 3650  | 6          | —     | —     | —          | —     | —     | —          | —     | —     | —          | —     | —     | —          |
| Vox                                                                                                  | 9,51  | 1381  | 2          | —     | —     | —          | —     | —     | —          | —     | —     | —          | —     | —     | —          |
| Esquerra Republicana de Catalunya (ERC)                                                              | 8,64  | 1255  | 2          | 7,67  | 1263  | 1          | 6,57  | 929   | 1          | 2,85  | 349   | 0          | 4,60  | 556   | 0          |
| Partit Popular de Catalunya (PP)                                                                     | 6,57  | 955   | 1          | 3,95  | 650   | 0          | 7,04  | 995   | 1          | 18,45 | 2263  | 4          | 15,71 | 1898  | 4          |
| Junts per Catalunya (JxC)-Convergència i Unió (CiU)                                                  | 3,07  | 446   | 0          | 4,32  | 711   | 0          | 6,27  | 886   | 1          | 15,70 | 1925  | 4          | 10,96 | 1324  | 3          |
| Ciutadans (CS)                                                                                       | —     | —     | —          | 12,23 | 2013  | 3          | 13,08 | 1848  | 3          | —     | —     | —          | 4,48  | 541   | 0          |
| Iniciativa per Catalunya Verds (ICV)                                                                 | —     | —     | —          | —     | —     | —          | 4,63  | 655   | 0          | 7,80  | 957   | 2          | 4,57  | 552   | 0          |
| Candidatura d'Unitat Popular (CUP)                                                                   | —     | —     | —          | —     | —     | —          | 33,61 | 4750  | 9          | —     | —     | —          | —     | —     | —          |
| Ara Decidim Ripollet (ADR)                                                                           | —     | —     | —          | 39,97 | 6578  | 10         | —     | —     | —          | —     | —     | —          | —     | —     | —          |
| Som Ripollet (SR)                                                                                    | —     | —     | —          | 5,35  | 881   | 1          | —     | —     | —          | —     | —     | —          | —     | —     | —          |
| Col·lectiu Obrer i Popular-Compromís per Ripollet-Candidatures Alternatives del Vallès (COP-CPR-CAV) | —     | —     | —          | —     | —     | —          | —     | —     | —          | 18,90 | 2318  | 4          | 18,55 | 2241  | 5          |

## Economía

### Inicios agrícolas
No hay duda de que los molinos fueron el origen de Ripollet, ya que los campesinos que cultivaron las tierras se establecieron cerca de ellos para moler el grano que recolectaban. Las primeras noticias que tenemos de estos molinos, que eran tanto de harina como de batanes son de finales del siglo X. A finales del siglo XVII, momentos muy intensos en cuanto a la expansión generalizada de las manufacturas papeleras, se produjo la transformación de los antiguos molinos harineros de época medieval en molinos de papel. Además, se crearon nuevos como fue el caso del Molí d'en Ginestar, del Molí d'en Buxó o el Molí d'en Xec entre otros, que vivirán su mayor esplendor durante el siglo XVIII y que ayudaron a evitar que disminuyera la población en unos tiempos económicamente y socialmente nada estables. Durante el siguiente siglo, los molinos papeleros fueron la industria más relevante y aparecieron nuevos como, por ejemplo, el Molí d'en Coll.
Ripollet era, a pesar de la presencia temprana de molinos papeleros y de una protoindustria textil, un pueblo marcadamente agrícola y el cultivo de la vid una de las principales fuentes de vida del pueblo. La construcción de la acequia Monar por los monjes de Sant Llorenç de Munt en el siglo X conlleva la prosperidad de la agricultura. Una vez solucionado el conflicto de remensas de finales del siglo XV, se establecieron nuevas relaciones entre la tierra, campesinos y propietarios y se ampliaron los cultivos con los nuevos productos procedentes de América. Tras la crisis del siglo XVII (Guerra de los Segadores, peste bubónica, pésimas cosechas y plaga de langostas) que afectó de manera profunda Ripollet, el siglo XVIII fue de expansión económica. Los campesinos siguieron con los cultivos tradicionales, pero hay que mencionar que el impacto del mercado americano favoreció la exportación de aguardientes. El siglo XIX, La agricultura y principalmente la vid, continuaron siendo la base económica fundamental. Desde finales del siglo XVIII y hasta los años 1890-1893, Ripollet aumenta de forma considerable su espacio dedicado al cultivo, pasando de un 18,72 % a un 41 % de la totalidad del término.

### La revolución industrial
A lo largo del siglo XIX, el establecimiento de la industria el municipio ayudó a erradicar los males endémicos de una agricultura propia del Antiguo Régimen, pero Ripollet no tuvo un arranque industrial impulsivo. Al margen de los molinos y de la entrada en funcionamiento en 1785 de la fragua El Martinet, emplazada en un viejo molino harinero y conocida primero como productora de hierro y variantes, y después de tejidos, las primeras instalaciones fabriles fueron las tejerías, las cualidades arcillosas del suelo de Ripollet favorecieron su instalación. De mediados del siglo XIX, se conocen varias tejerías vinculadas a la familia Padró (Can Peseta), así como otra, la de Fusteret, propiedad de la familia Uñó. Por otra parte, los molinos papeleros sustituyeron su vieja maquinaria por el nuevo sistema de fabricación continua, especializándose en la elaboración de cartón. Ahora bien, también debemos añadir que durante esta época se construyeron nuevos molinos, como el de Viver o el de Clos, ambos harineros. Por otro lado, la industria textil adquirió gran fuerza como centro dependiente de Sabadell. Su importancia viene ya desde antiguo; sabemos que algunas casas del pueblo tenían telares de mano para ayudar la economía familiar cuando fallaba el trabajo de la tierra. En concreto, el año 1846 se creó la primera fábrica textil del municipio: La Llana.

### De la segunda revolución industrial hasta la actualidad
Ya entrado el siglo XX el cultivo de la vid sigue siendo significativo en Ripollet, muestra de ello es la construcción de la Bodega Cooperativa de Ripollet y Sardañola (Celler Cooperatiu) (1920) en el barrio de Can Tiana, sin embargo el cultivo entró en decadencia en los años 50 dando paso a nuevas zonas urbanizadas, hasta desaparecer por completo a mediados de los 70.
En 1907 se construyó en la carretera de Barcelona, en terrenos entre Ripollet y Sardañola, la que se podría considerar la primera «fábrica moderna», Manufacturas Roviralta (posteriormente Uralita), para la fabricación de placas de fibrocemento, una combinación de cemento con amianto. En 1922 se construyeron otras dos ladrilleras en la zona, esto creó un nuevo paisaje urbano industrial en el barrio de Can Tiana, caracterizado por grandes naves industriales y una nueva trama urbana de viviendas para los obreros. 
El proceso de industrialización alcanzó su máximo desarrollo a partir finales de los años 60 con la construcción de grandes polígonos industriales en Ripollet, como el de Cadesbank, próximo a la zona que había sido devastada por las riadas del 1962, donde se ubicaron empresas como Industrias Plásticas Trilla y Textiles Mir-Miró. También en el barrio de Can Mas, donde se ubicó la fábrica de Sintermetal y Metapol, además de zonas limítrofes del término de Sardañola (fábricas de Riviere, Joresa y Aiscondel en Serraperera) y Moncada (Aismalibar).
En las últimas décadas la expansión industrial no ha parado en la zona, aunque la tradicional industria, metalúrgica, de la construcción y manufacturera, ha dado paso a la comercial y logística. Destaca la construcción de los polígonos de Can Salvatella a principios de los 90, en terrenos de Barberá del Vallés, pero muy próximos a Ripollet, o ya en el siglo XXI los polígonos de Martinet y La Granja, en la zona limítrofe con Moncada y Reixach. 
Hay que destacar la construcción en 1980, en terrenos entre Ripollet y Barberá del Vallés, del Centro Comercial Baricentro, el primer centro comercial de gran superficie construido en España.

## Patrimonio
El 18 d'abril de 2008 el pleno municipal de Ripollet aprobó el himno oficial de la villa, el Cant a Ripollet, con letra de Josep Maria Brull y música de Antoni Oliva i Oliva.
Algunos de los edificios y lugares más representativos del patrimonio de la ciudad son los siguientes
- Iglesia de San Esteban

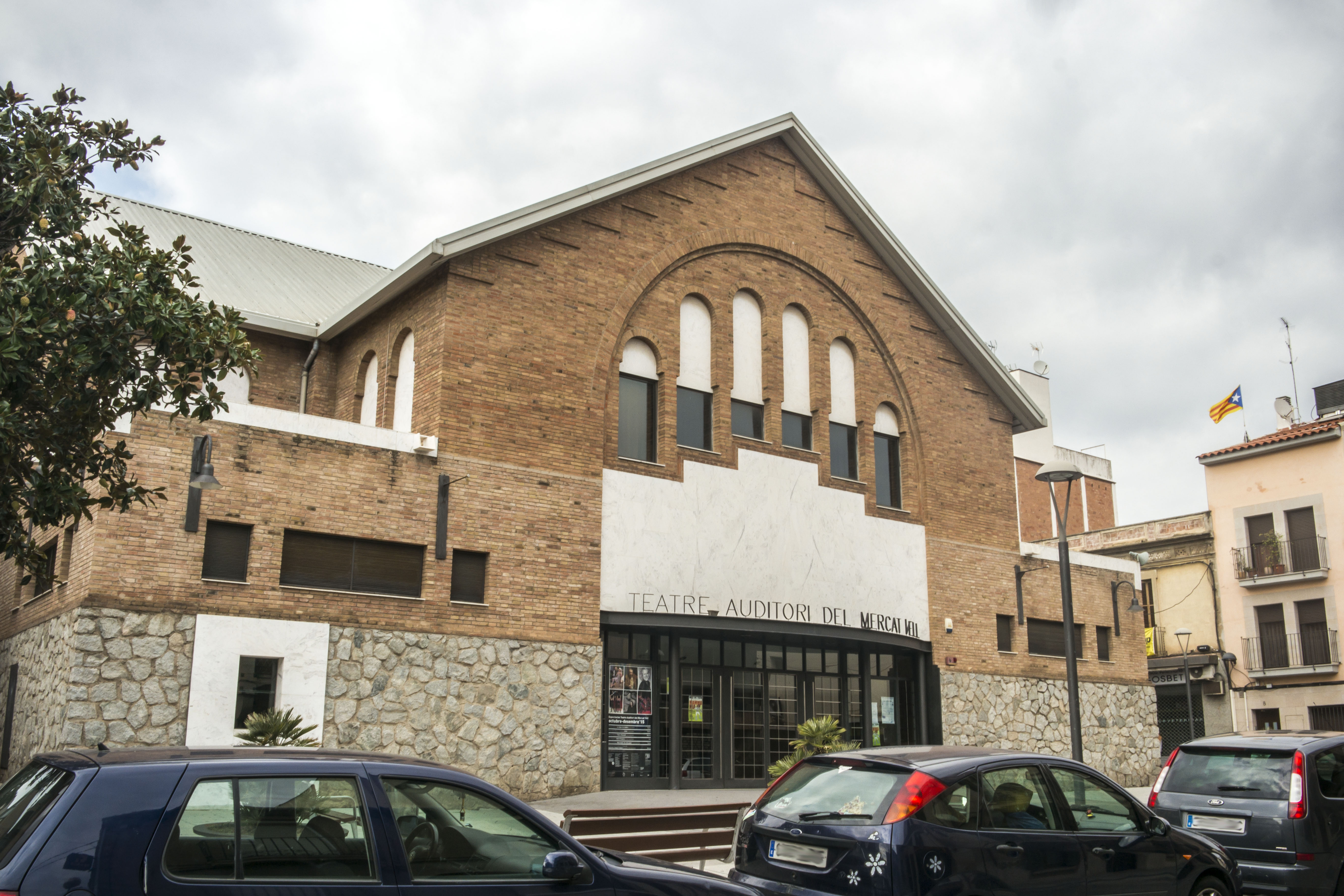
Teatro del Mercat Vell

La parroquia de San Esteban fue construida sobre una antigua basílica románica pero conserva escasos vestigios de aquella época. Hay constancia escrita de su existencia desde el año 986, aunque se cree que ya existía antes del siglo X. La construcción primitiva era más reducida que la actual, de planta con forma de cruz latina bien definida, con un ábside semicircular probablemente reconstruido durante el siglo XII. A la derecha, saliente de la iglesia, había un pequeño cementerio adosado a sus paredes y, a la izquierda, un reducido claustro con un pozo en medio.
El portal forma parte de una reforma de estilo renacentista en el siglo XVII. En los pedestales que soportan las columnas hay unos polluelos, que representan el escudo municipal, cortados en la piedra. La fachada actual, adosada a la primitiva, fue reconstruida en el mismo siglo. El actual campanario fue construido el 1892 para sustituir el viejo que estaba en muy mal estado, es de estilo modernista. Es una torre cuadrada hasta la altura de las campanas que pasa a ser poligonal con ocho ventanas. 
Durante el pleno del Ayuntamiento del mes de enero de 2010 se declaró bien cultural de interés local, por lo que goza de una protección especial.
- Molí d'en Rata

Construido en 1825, se trata de uno de los últimos molinos harineros que funcionaron en el Vallés Occidental (hasta los años 50). Actualmente este edificio forma parte del centro de interpretación del patrimonio Molí d'en Rata, destinado a la difusión, conservación, investigación y gestión del patrimonio de Ripollet. El edificio conserva la maquinaria original del molino. 
- Can MasachsCan Masachs, ayuntamiento de Ripollet

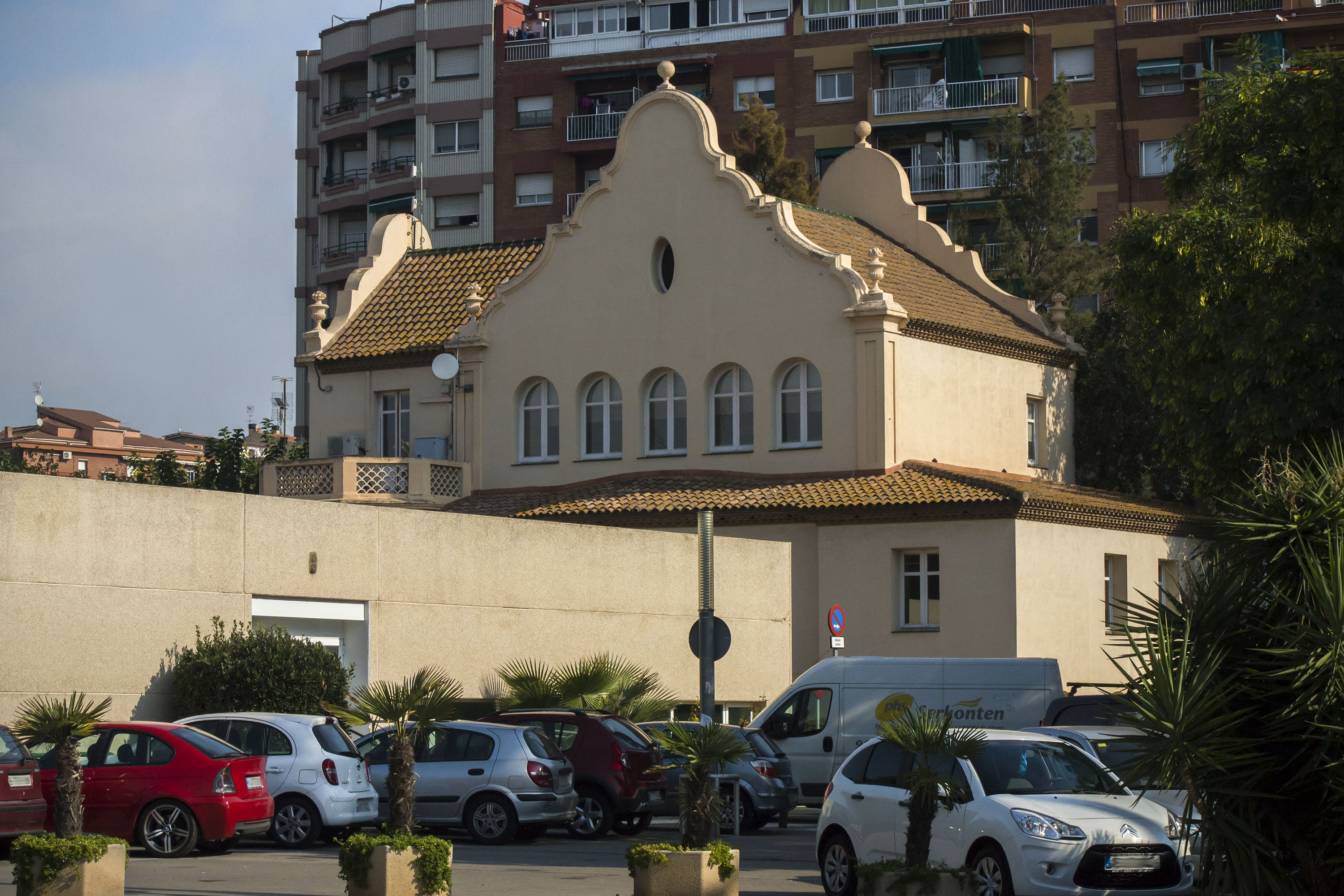
Can Masachs, ayuntamiento de Ripollet

Edificio construido entre 1910 y 1924, propiedad de la familia Masachs, industriales del cartón. Es un edificio de planta cuadrada pero de alzado complejo. Actualmente es la sede del Ayuntamiento de Ripollet. Contiguo se encuentra el Molí d'en Masachs o de Ginestar, uno de los molinos papeleros más antiguos de Ripollet, documentado desde el siglo XVII. Dicho molino fue propiedad de diversas familias, especialmente relevantes los Ginestar, del 1739 al 1861 y la familia Masachs, de 1861 hasta 1979, año que dejó de funcionar. 
- Teatro del Mercat Vell

El Teatro Auditorio del Mercat Vell está situado en el edificio que ocupaba el antiguo mercado municipal de alimentos. Se trata del mayor proyecto construido durante la II República en Ripollet (1932), siguiendo la tradición de los grandes mercados de Barcelona del siglo XIX. Fue reconvertido a teatro el 1994.
- Centro Parroquial

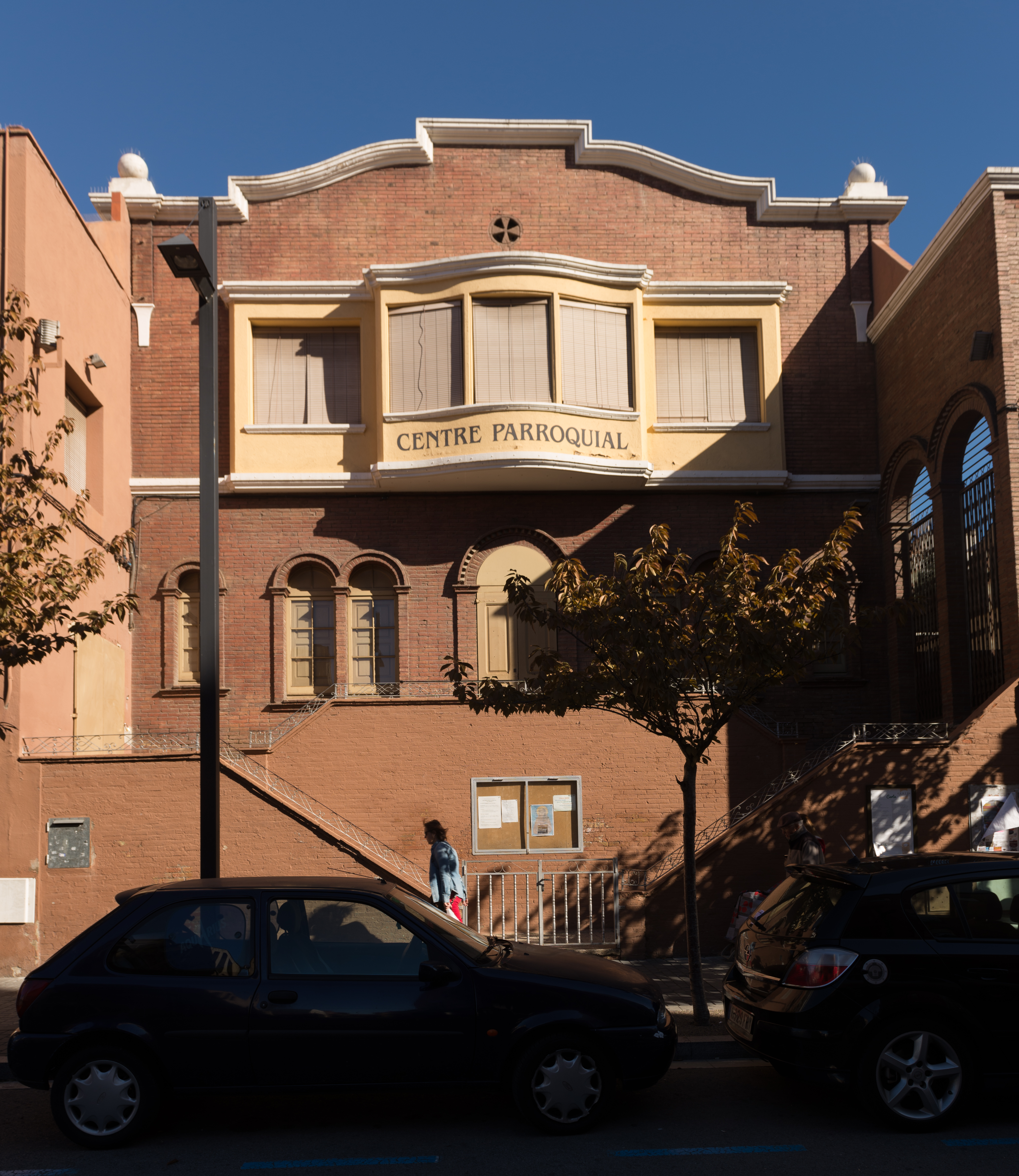
Centro parroquial

Edificio construido en 1925 en la Rambla, propiedad de la Iglesia, que fue durante décadas el punto de irradiación cultural y deportivo de la villa. El interior del edificio tiene usos polivalentes y se encuentra dividido en estancias múltiples, pero destaca la existencia de una gran sala central destinada a actividades teatrales. El interior del escenario conserva las bambalinas originales de 1925. El partido de butacas fue reconstruido en 1952 tras estallar una bomba colocada por la CNT-Fai el 19 de junio de 1936. El Centro conserva una colección de fotografías de las actividades lúdicas y deportivas organizadas desde los años 50.
- Can Mas

Masía de planta cuadrangular, edificada con muro de mampostería y esquinas reforzadas por sillares de piedra. Representa, junto Can Grasses, uno de los dos ejemplos locales de la típica masía catalana de la Edad Moderna (1787). Can Mas se situaba en el cruce de antiguos caminos que comunicaban toda la comarca. La casa conserva una colección de herramientas empleadas en el cultivo de los terrenos de la masía. 
- Can Grasses

Un perfecto ejemplo de masía catalana. Destaca por su entorno natural, rodeada de los últimos campos de cultivo de Ripollet. El primer propietario conocido es Ermenegildo Grasses, según un documento de 1667, en el que queda constancia la consagración de la capilla familiar de la masía, de estilo barroco, en honor de la Purísima Concepción.

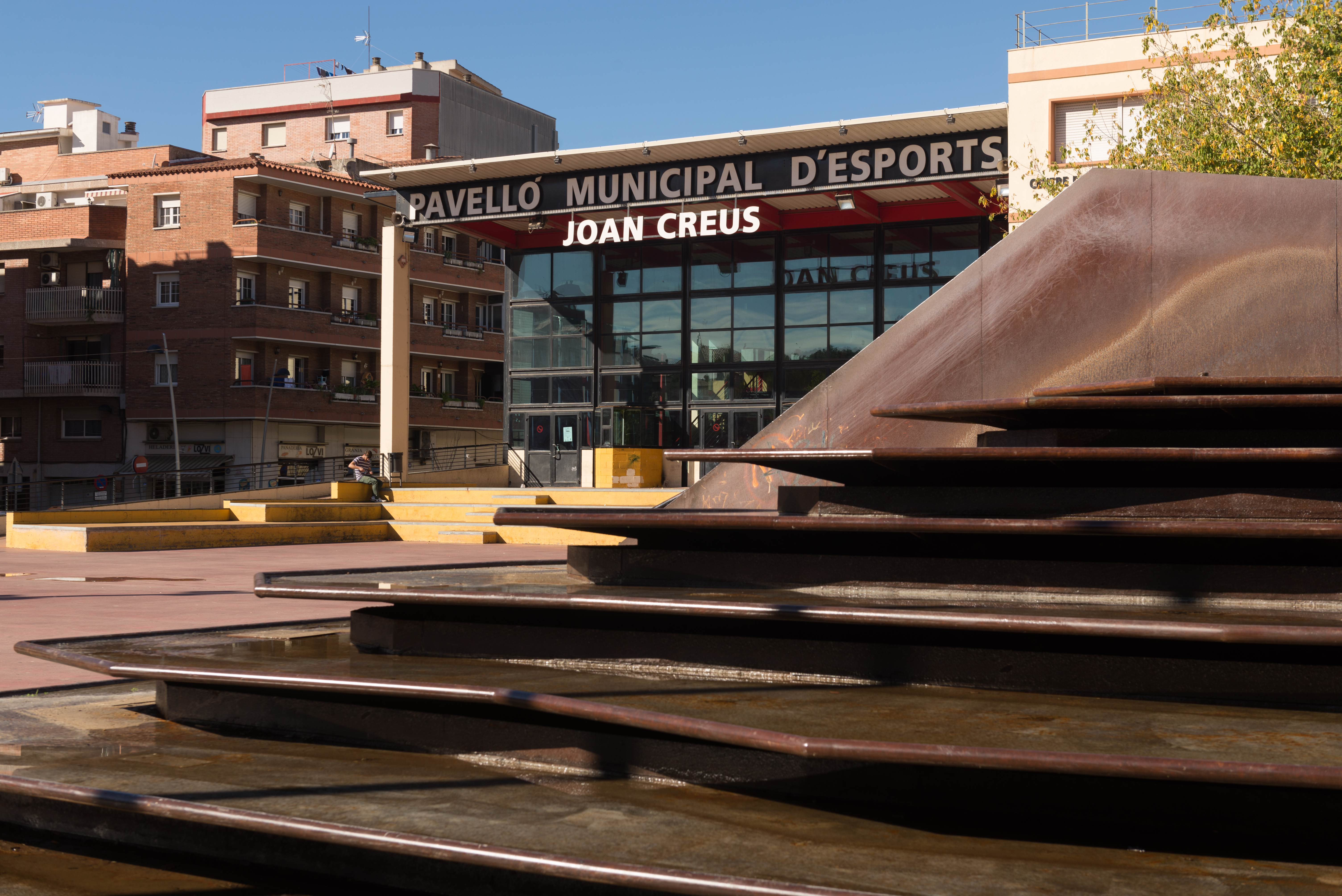
Pabellón Joan Creus
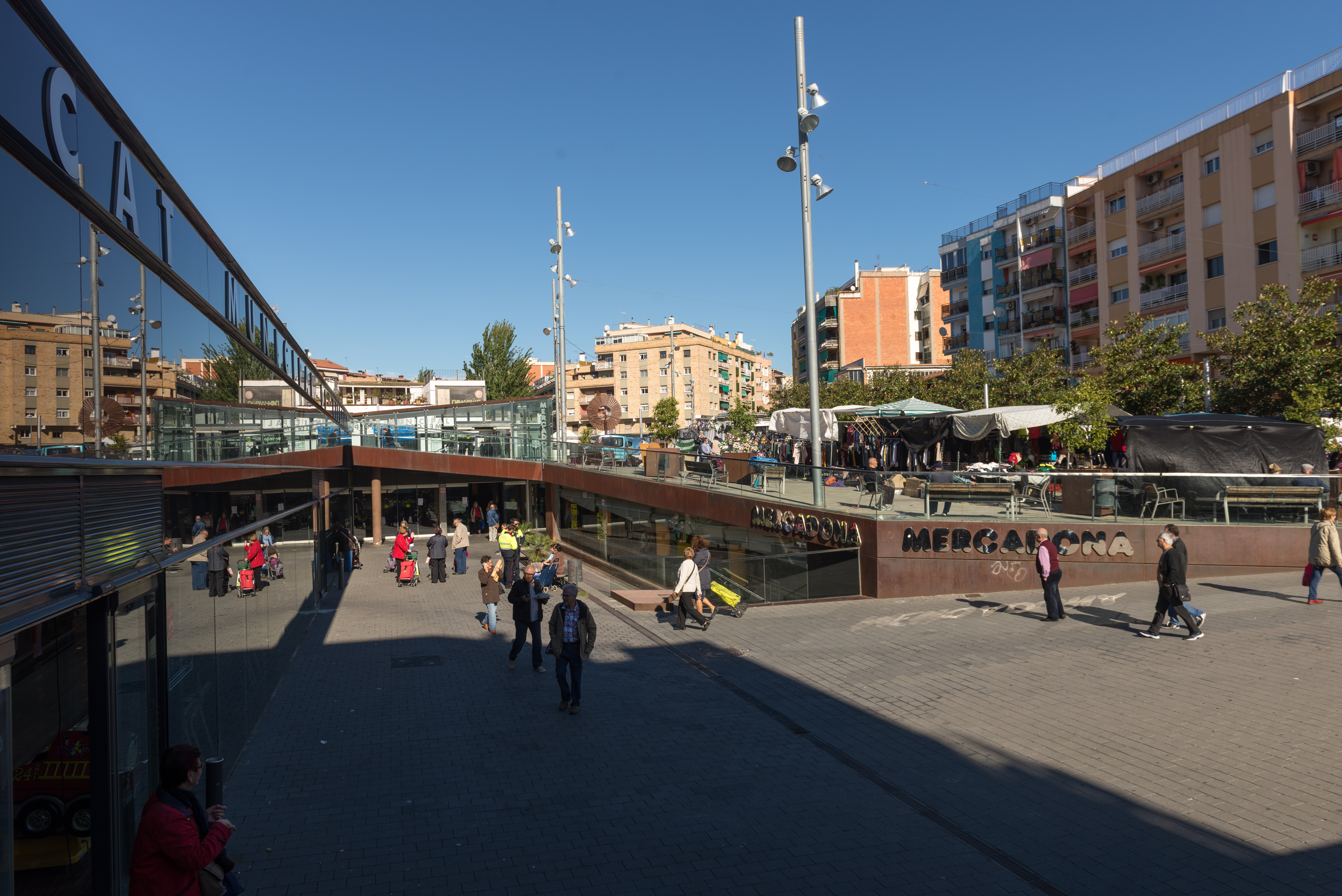
Zona del mercado municipal
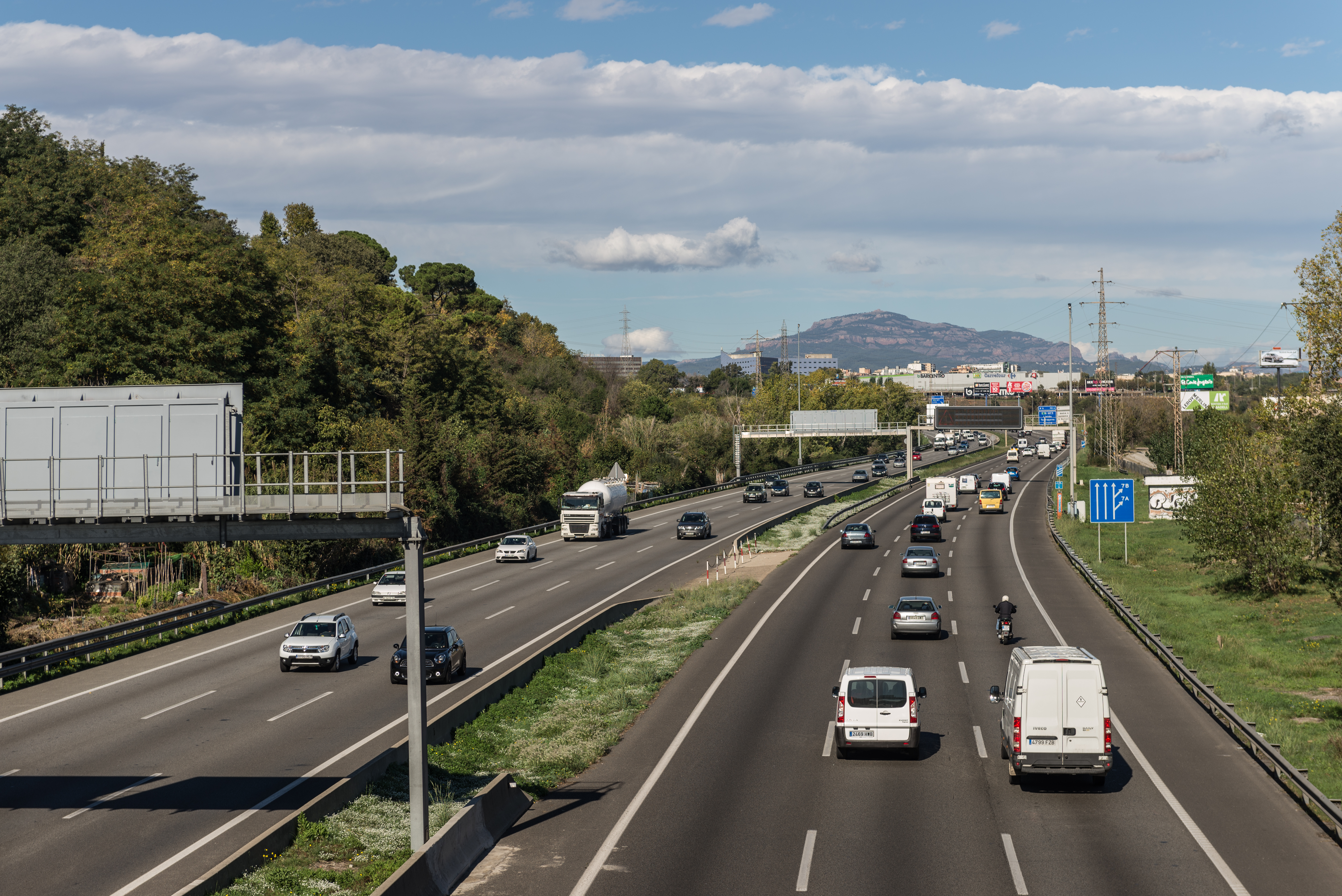
La C-58, parte en dos el municipio
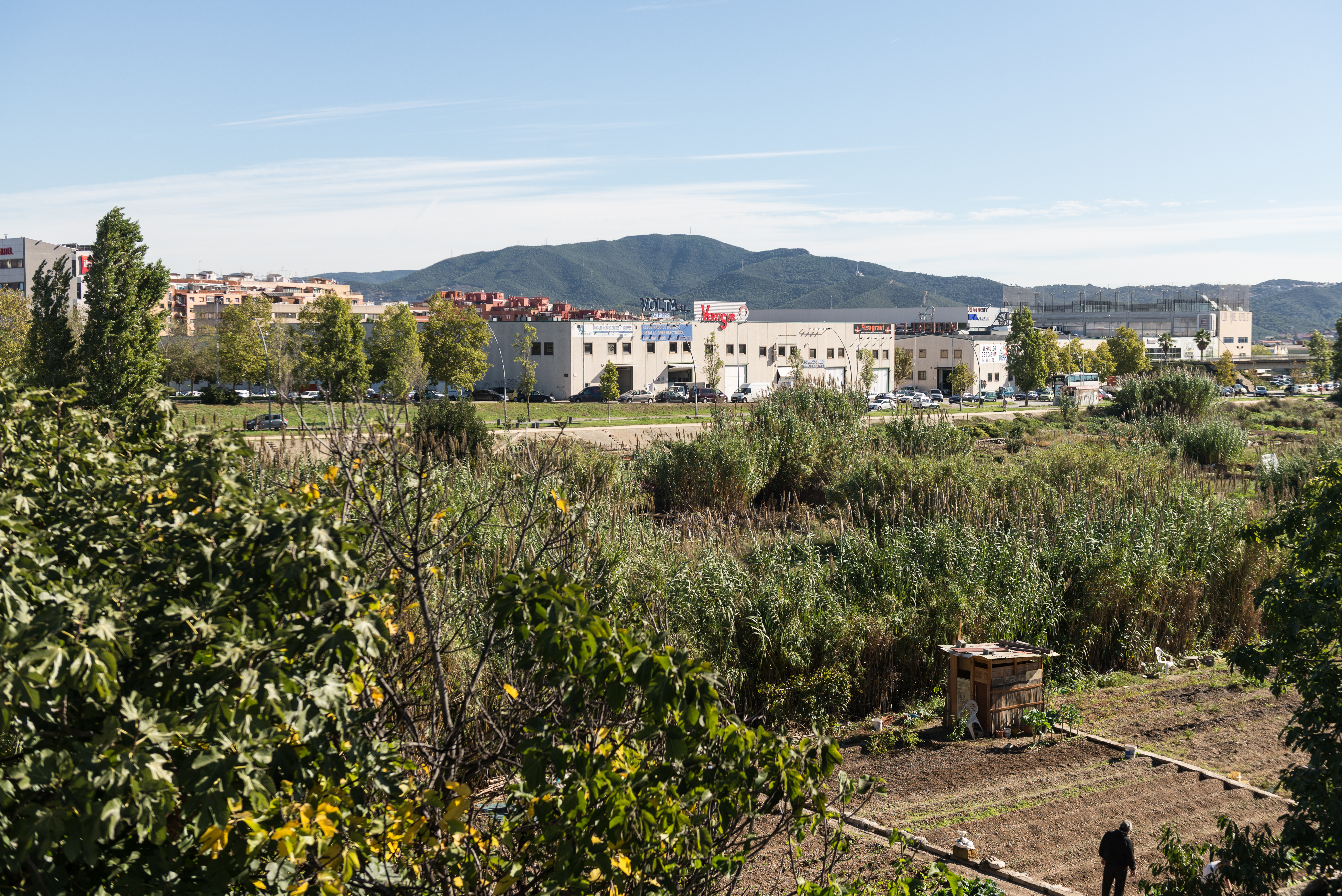
Huertos del Ripoll, al fondo, el polígono de Masachs
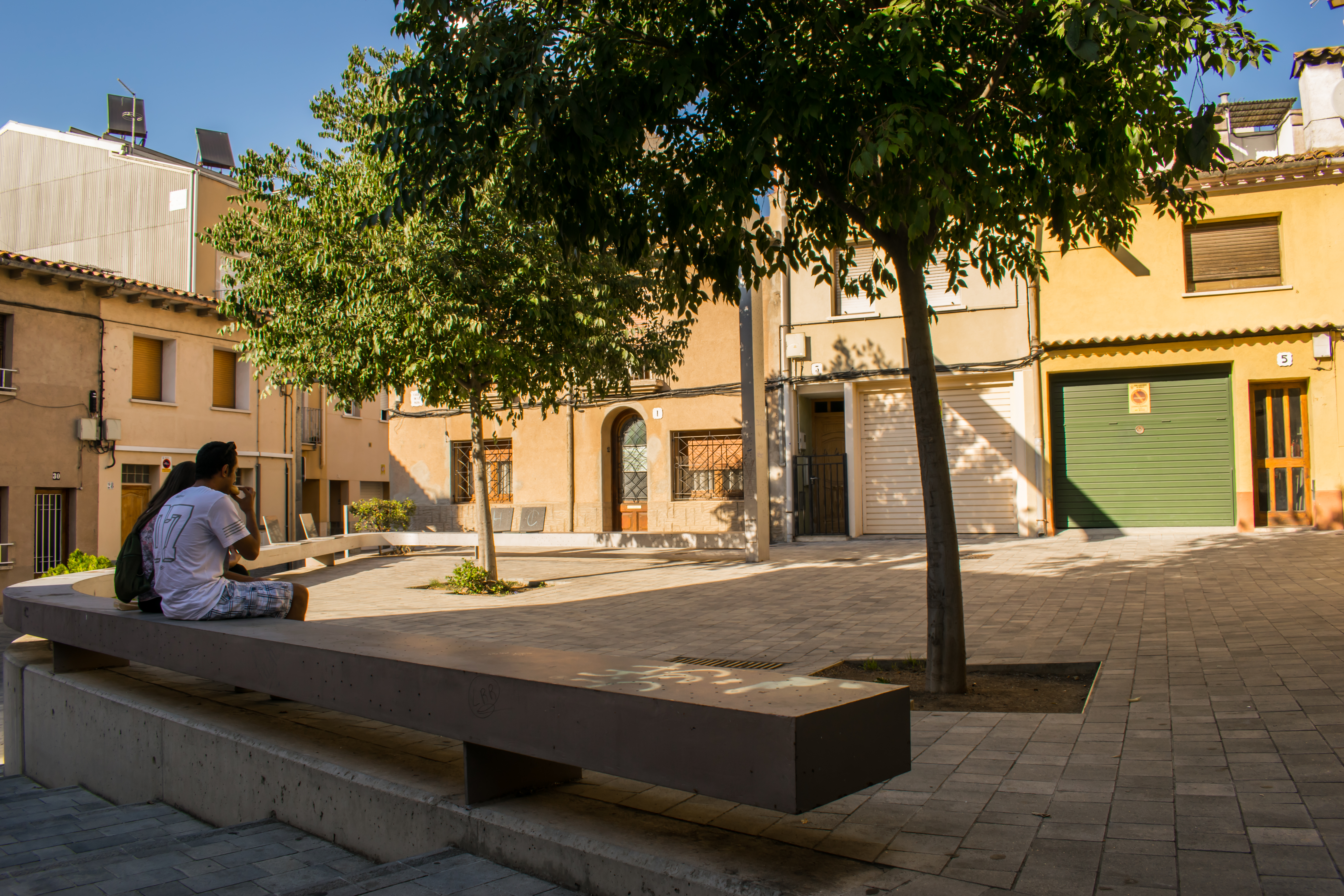
Plaza d'en Clos
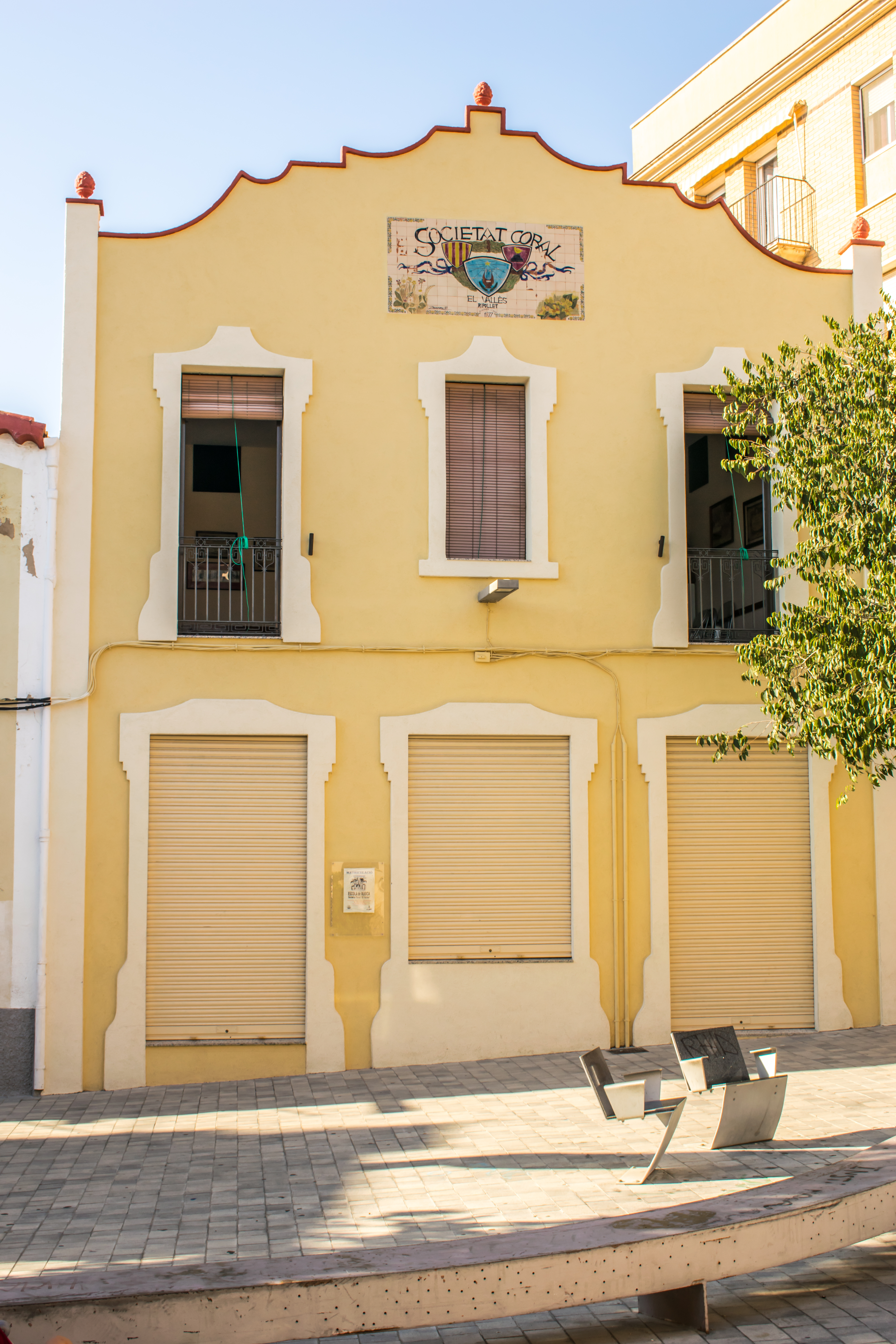
Sede de la Sociedad Coral
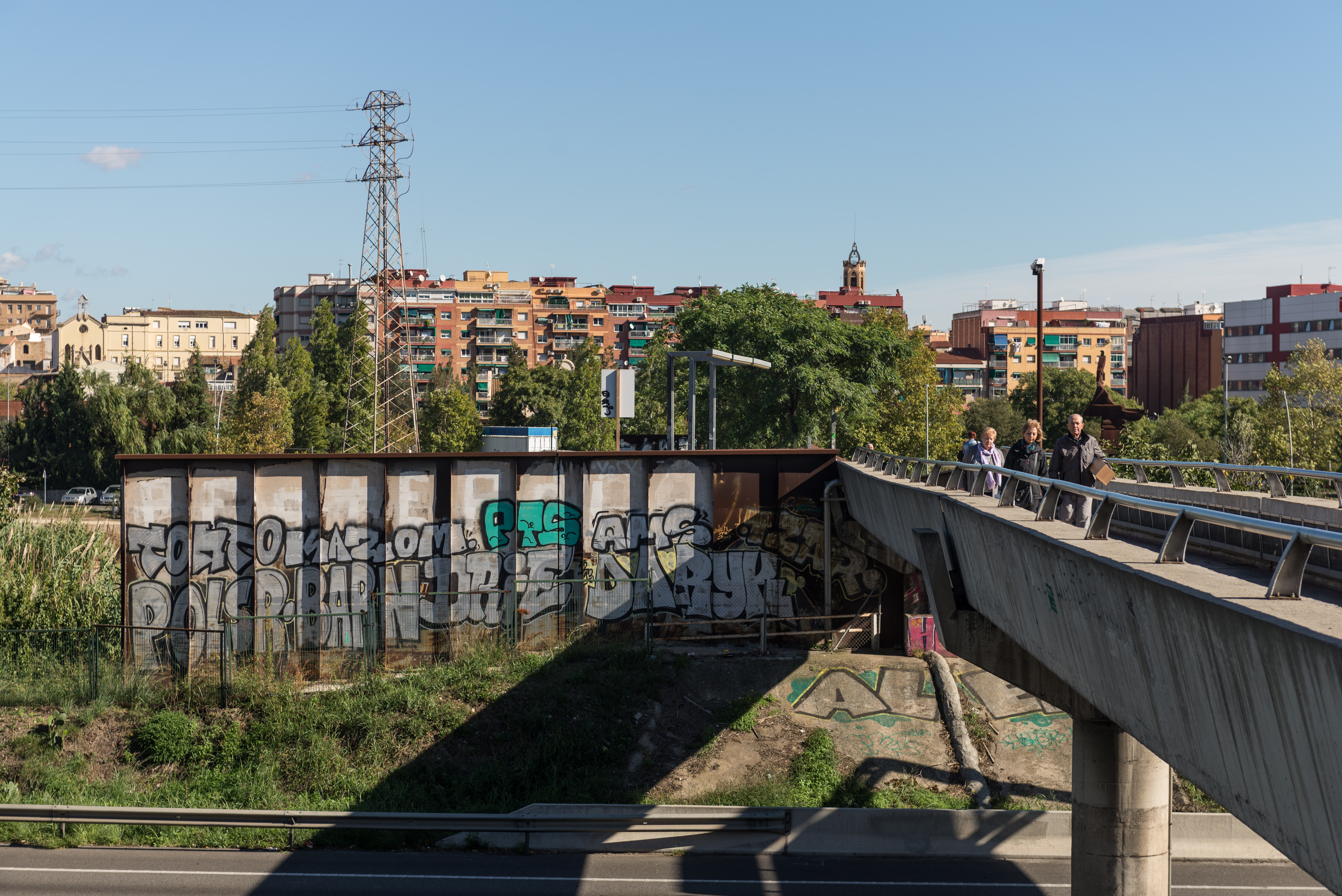
Pasarela sobre la autopista que une Ripollet y Can Tiana
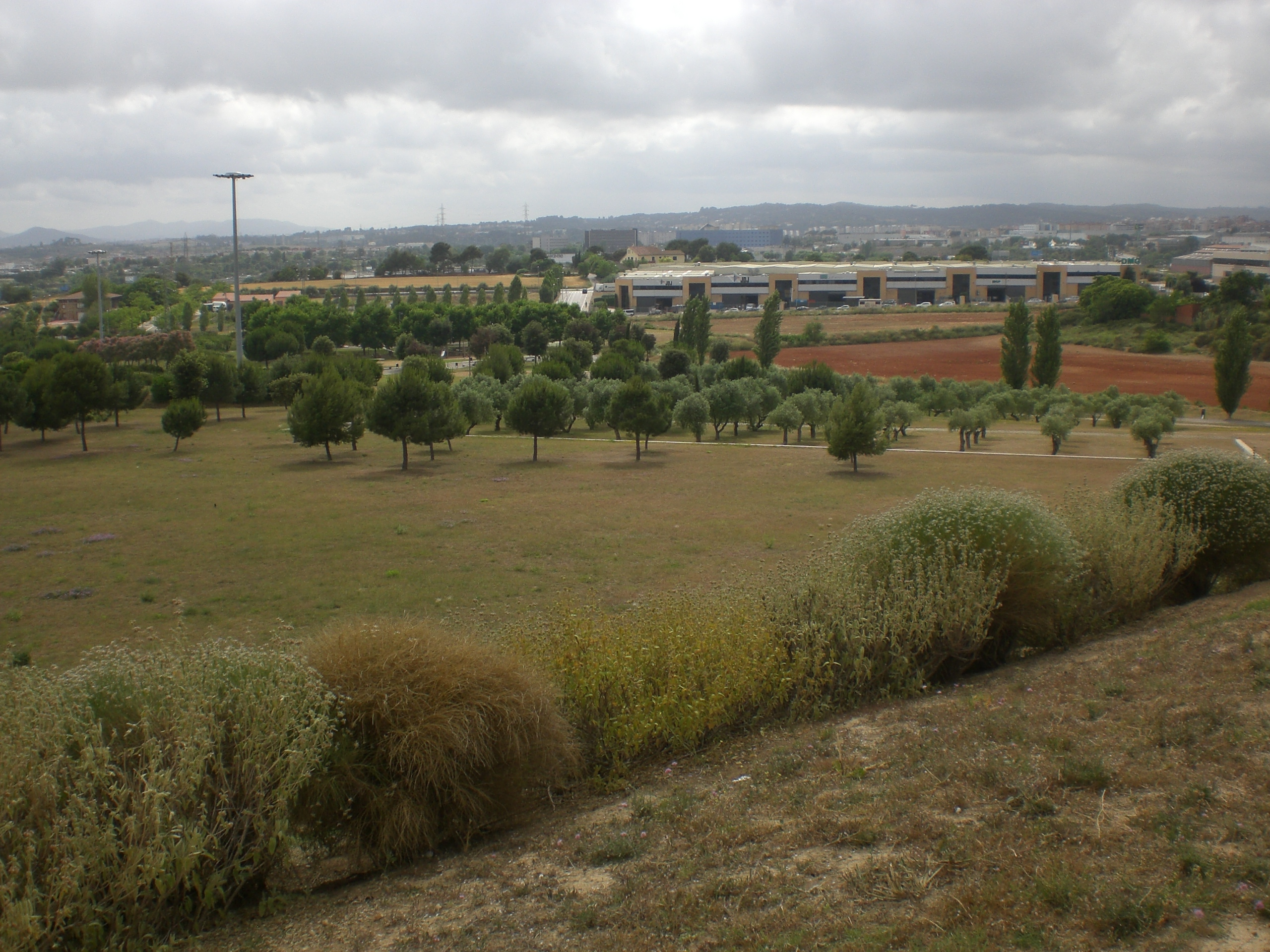
Parque de Els Pinetons
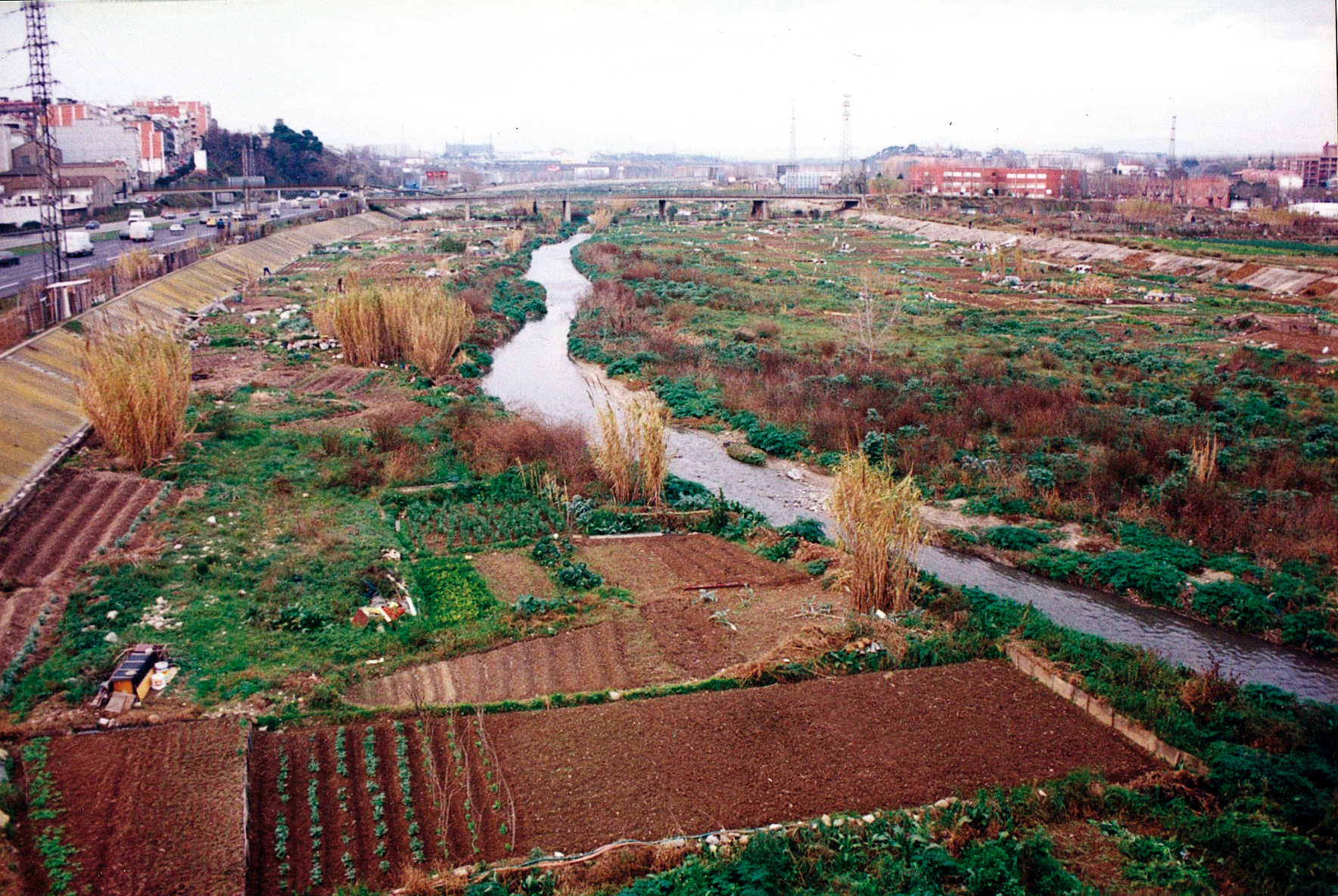
El Ripoll y sus huertos, en 1991
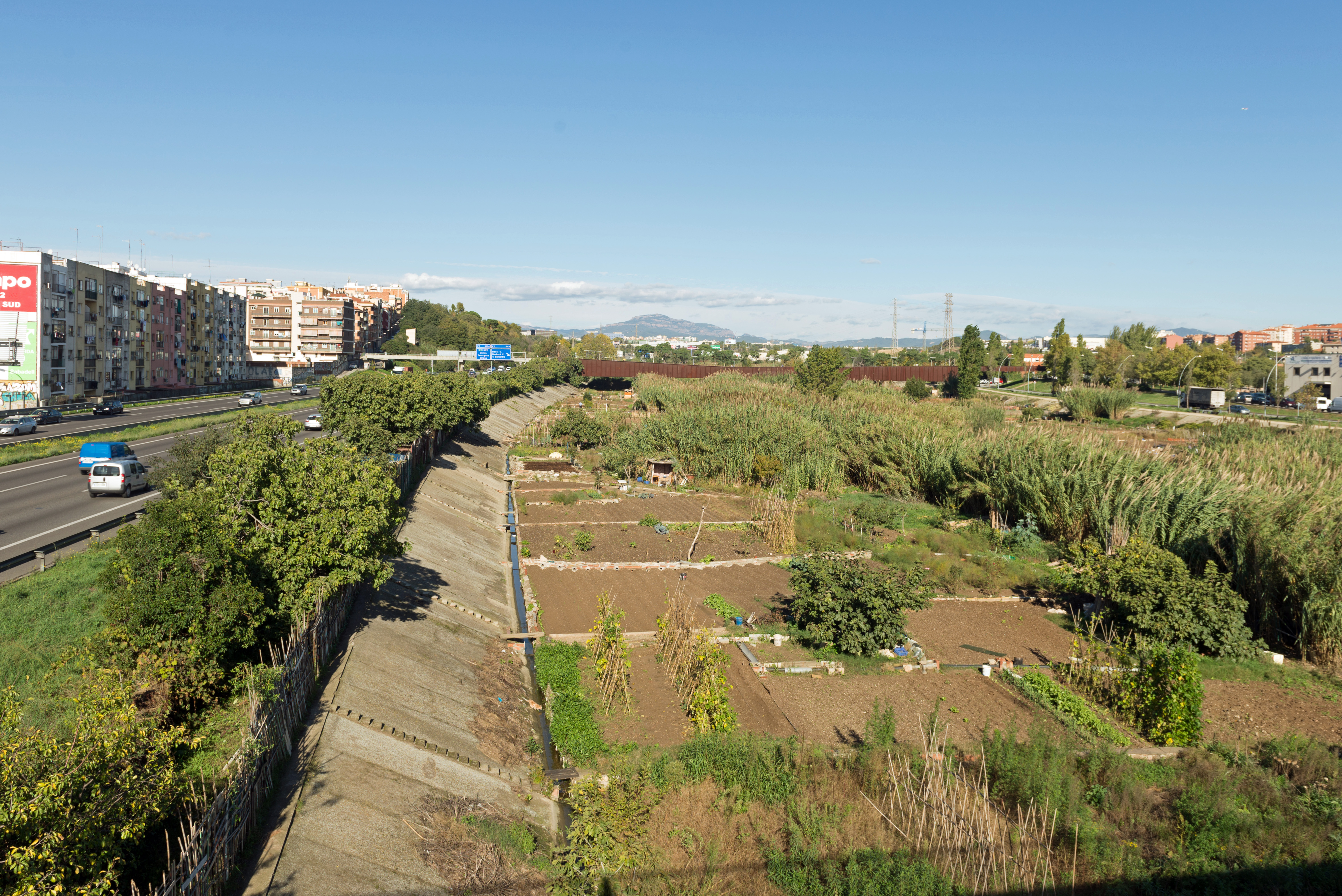
En Ripoll y sus huertos, en el 2015
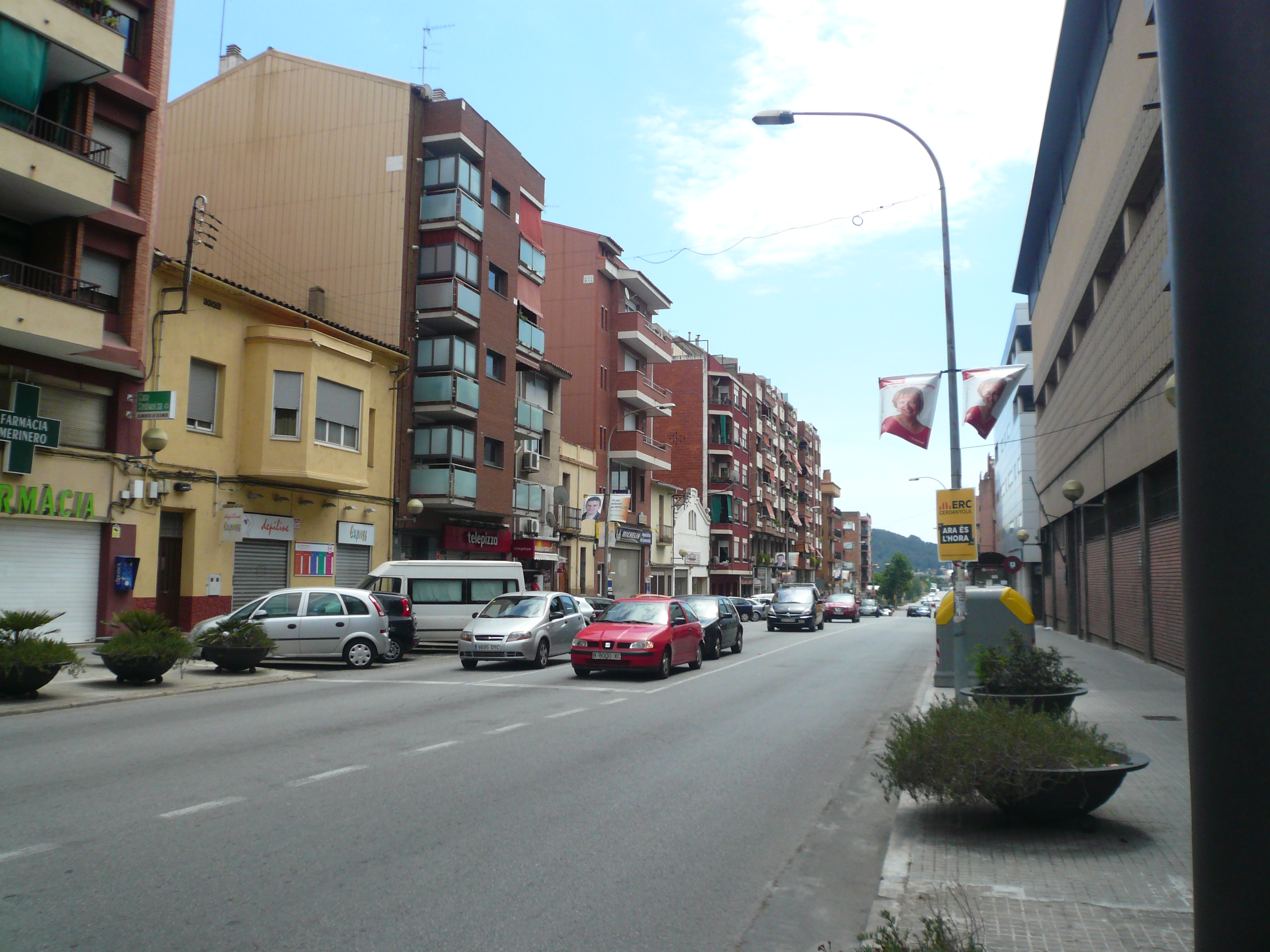
N-150, divide Ripollet (a la izquierda) y Cerdanyola (derecha)
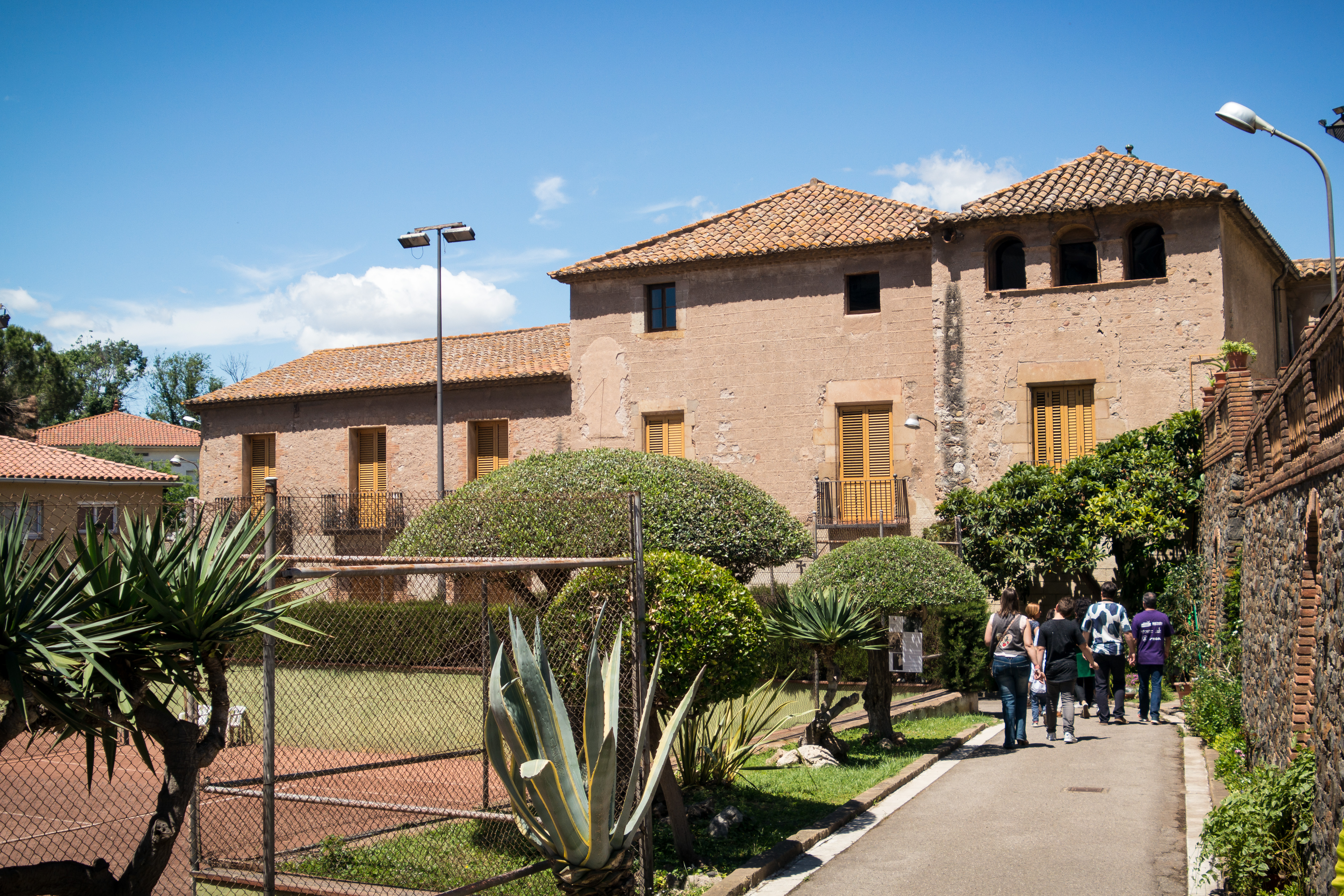
Can Buxó
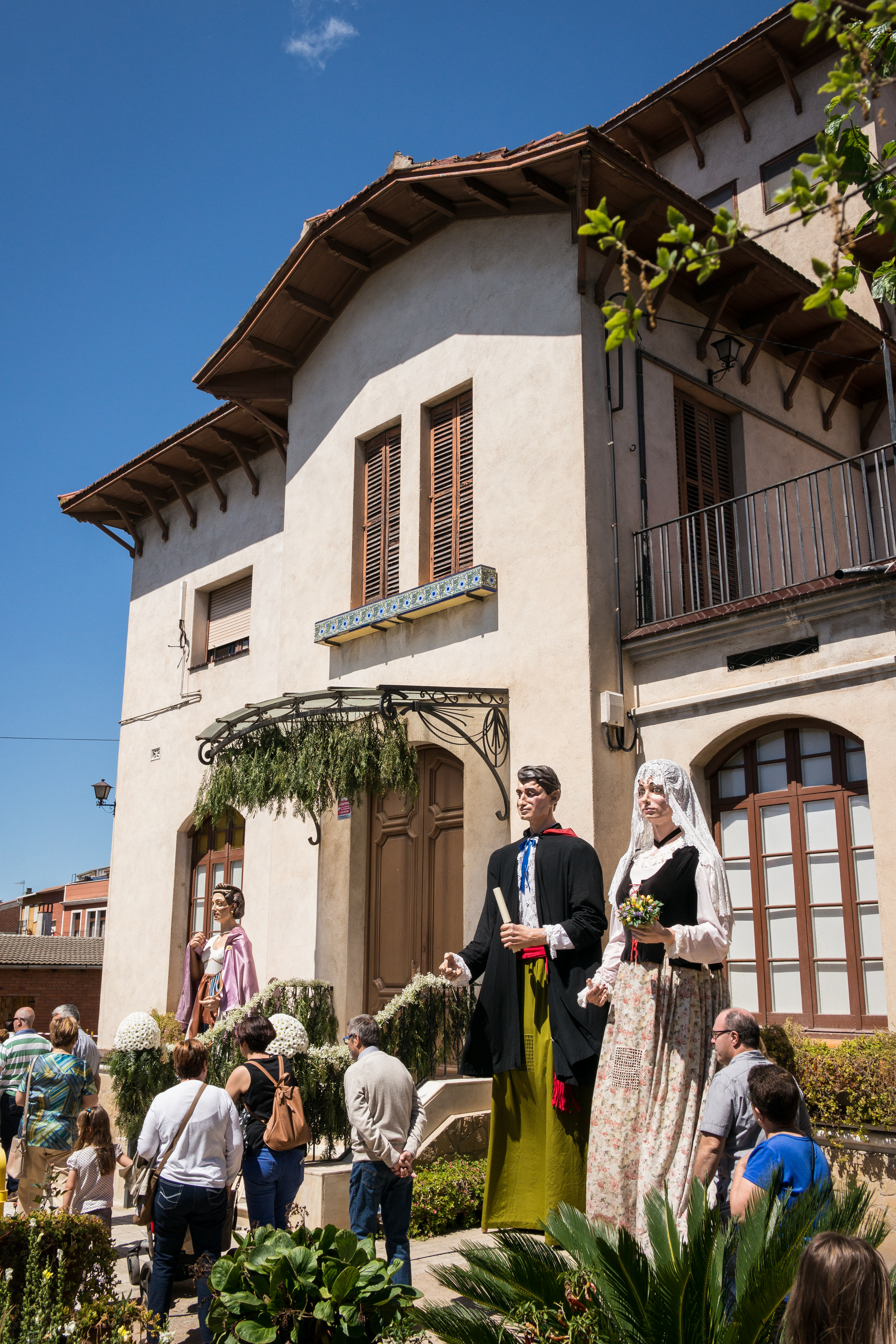
Can Queixalista

## Cultura

### Fiestas
Fiestas reconocidas como patrimonio inmaterial por la Diputación de Barcelona:
- Els Tres Tombs o Fiestas de San Antonio Abad, en enero. Declarada fiesta de interés turístico local
- Cantada de caramellas de la Societat Coral El Vallès, en abril.
- Alfombras florales del Corpus Christi, en mayo.
- Fiesta Mayor de Sant Esteve, en agosto.

Otras fiestas con elementos del patrimonio inmaterial reconocidos o de larga tradición:
- Rúa de Carnaval, con el tradicional baile de gitanas y la leyenda del Cabraboc, en febrero.
- Aplec de la Sardana, en septiembre.
- Festes de la Tardor (Fiestas de Otoño), fiesta mayor del barrio de Can Tiana-Pont Vell, en septiembre.
- Trobada de gegants, en octubre.

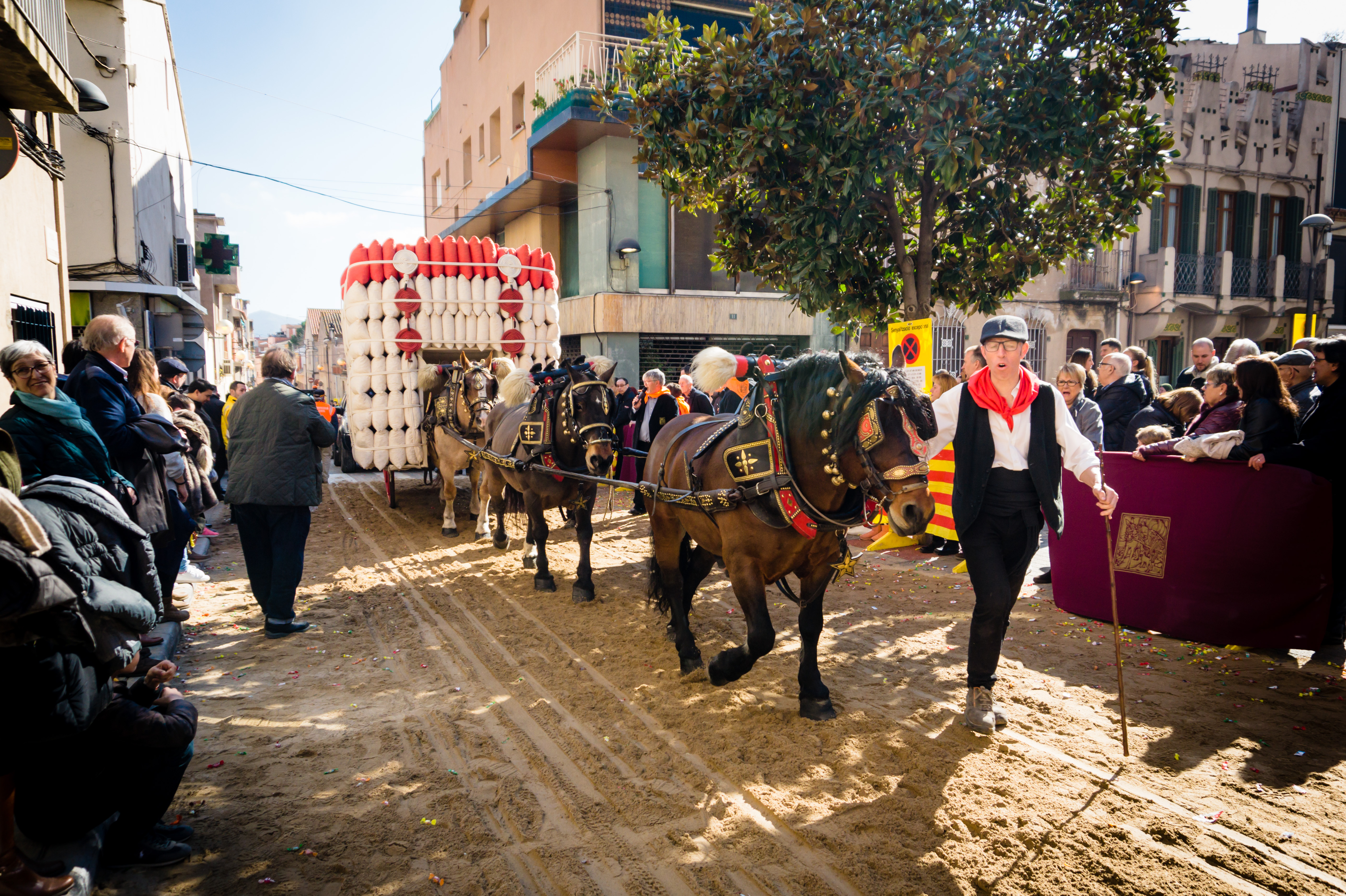
Tres Tombs de Ripollet, frente al Mercat Vell
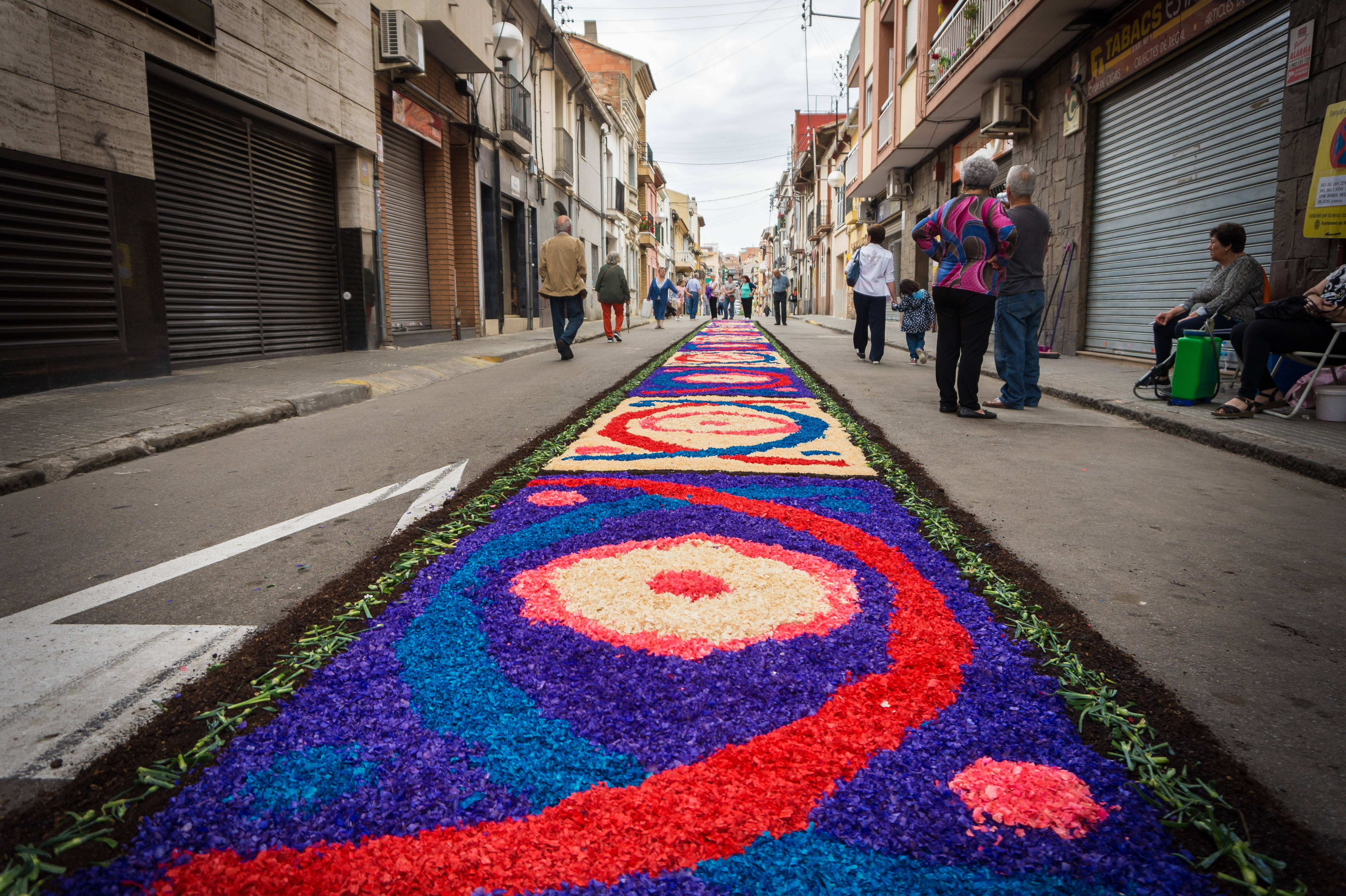
Alfombra floral del Corpus
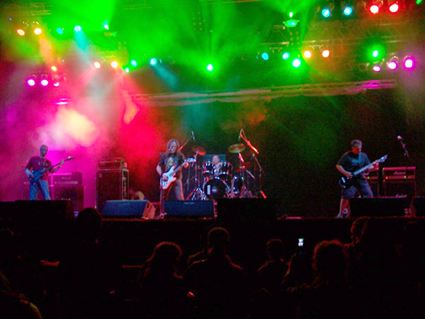
Ripollet Rock Festival, durante la Fiesta Mayor
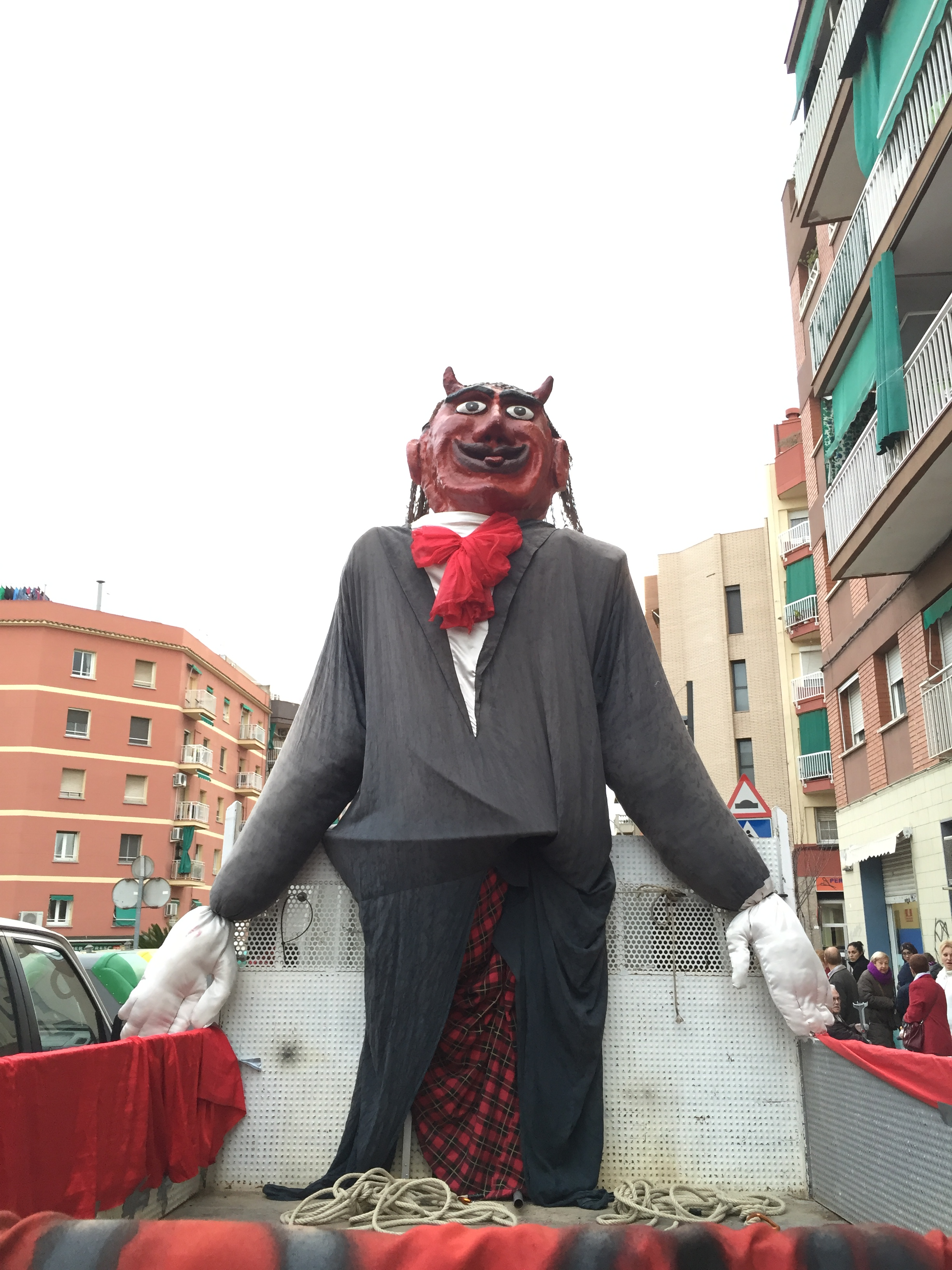
El Cabraboc, icono local del Carnaval
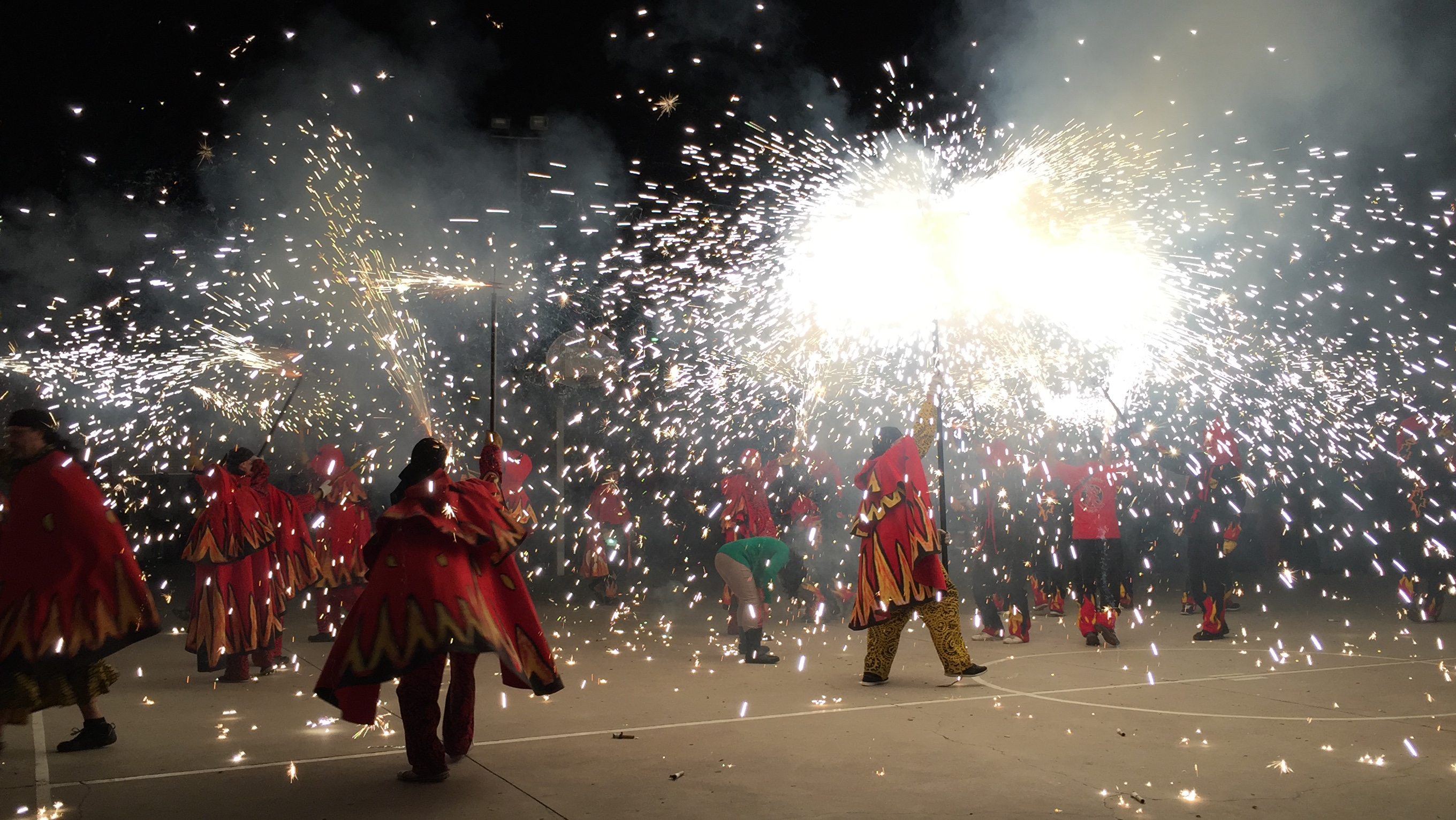
Diables de Ripollet

### Entidades locales
- Culturales: Societat Coral El Vallès (1877), Diables de Ripollet (1985), Bruixes de Ripollet (1995), Gegants de Ripollet (1990), Vailets de Ripollet (1996-2007), Trabucaires de Ripollet (2005), Ripollet Sardanista (1975), CRAC Comissió Ripolletenca d’Activitats Culturals, Associació Cultura i Tradició, Ripollet Costums i Tradicions, Amics del Teatre del Centre Parroquial (1940), La Careta Teatre Amateur, Asociación de Espectadores del Teatro Mercat Vell (1994), Acció Fotogràfica Ripollet (2009), AFOCER Agrupación Fotocine Cerdanyola-Ripollet (1969), Ripollet Història i Imatge, Centro Excursionista de Ripollet (1979), Societat Ocellaire La Vella (2010), Colla de Gitanes de Ripollet, Peña La Macarena (1977), Asociación Rociera Andaluza Alegrías del Sur (2000), Cuadro Andaluz de Ripollet, Asociación Ballet Flamenco Carmela, Centro Aragonés de Ripollet, Caballeros de Sion Moto Club (2014), Motor Classic Ripollet, Asociación Gastronómica El Setrill (1993), Asociación Ripollet Rock (1997), Asociación Musical Kanyapollet, Asociación SamViu (2016), Asociación Ripollet Country, SB Dance Ripollet, Line Dance Palau Ausit, Asociación Bollywood Anaath, Circulo de Filatelia y Numismática de Ripollet (1973), Ripolab Hacklab (2015).

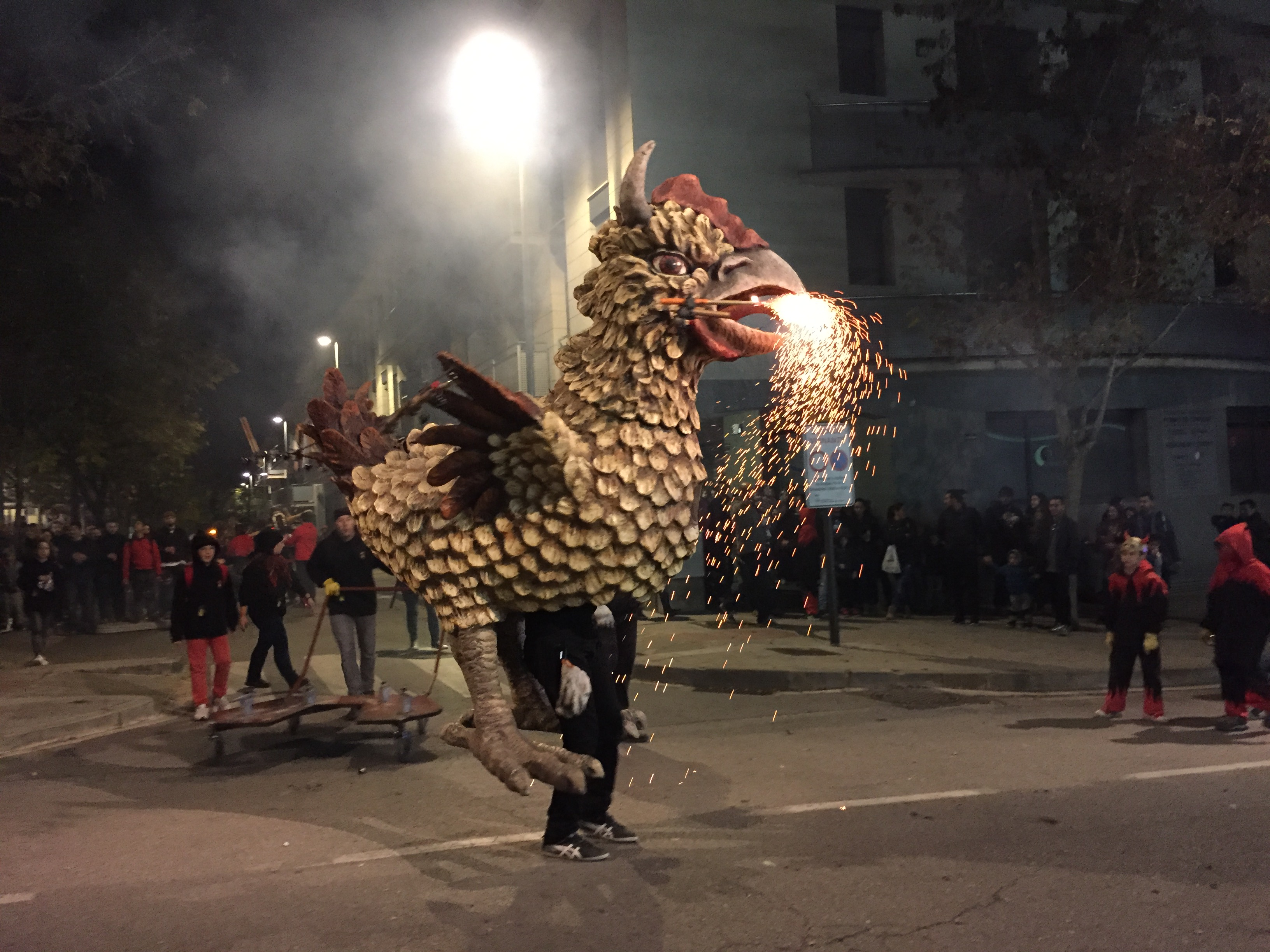
El Poll Foll de Diables de Ripollet

- Deportivas: Club de Fútbol Ripollet (1921), Peña Deportiva Pajaril (1975), Escola Futbol Base Ripollet (2003), AE Can Mas Ripollet (2011), Peña Barcelonista de Ripollet (1975), Club Bàsquet Ripollet (1931), Club Bàsquet Sant Gabriel (1984), Club Bàsquet Gassó (1993), Fútbol Sala Ripollet (1986), Club Handbol Ripollet (1968), Club Hoquei Ripollet (1966), Club Tennis Taula Ripollet (1954), Club Tennis Ripollet (1978), Club Tennis Victor Troses (1999), Club Patinatge Artístic Ripollet (1972), Club Ciclista Ripollet (1948), Ripollet Unió Atlética (1982), Asociación Artes Marciales de Okinawa Denia Ripollet (2006), Club Zona de Combate (2015), Club de Lucha Ripollet (1993), Club de Boxeo Ripollet (1990), Club Petanca La Unión (1991), Club d'Escacs Ripollet (2009), Club Natació Ripollet (2016), Escuderia Ripollet (2015)., Club Handbol Joventut Ripollet (2018)
- Ámbito económico y promoción turística: Unió de Comerciants de Ripollet.
- Educación e infancia: Esplai La Gresca (1994), Esplai l'Estel (1980), Asociación El Rabeig (2015).
- Sociales y políticas: Asociación Reacciona! (2009), Plataforma de Afectados por la Hipoteca Ripollet-Cerdanyola, Comité de Mujeres de Ripollet, Plataforma de personas refugiadas de Ripollet, Colectivo Popular l’Aresta (2017), Asociación Animales Ripollet, Marea Pensionista Ripollet.

## Servicios
- Educación: Biblioteca Municipal, IES Palau Ausit, IES Lluís Companys, IES Can Mas, Escuela El Martinet, Escuela Anselm Clavé, Escuela Enric Tatché i Pol, Escuela Francesc Escursell, Escuela Gassó i Vidal, Escuela Josep Maria Ginesta, Escuela Pinetons, Escuela Tiana, Escuela Sant Gabriel, Escuela FEDAC Mare de Déu del Roser, Escuela San Juan de la Cruz, Escuela de Adultos Jaume Tuset, Centro Abierto La Placeta, guardería La Rodeta Del Moli, guardería La Verema
- Sanidad: CAP I, CAP II Pont Vell, CAP Pinetons.
- Cultura y comunicación: centro parroquial de Ripollet, centro de interpretación del patrimonio local Molí d'en Rata, teatro auditorio del Mercat Vell, centro cultural, Ripollet Ràdio, locales de ensayo, archivo municipal.
- Deportes: polideportivo municipal PAME, campo municipal de fútbol, campo industrial de fútbol, pabellón municipal Joan Creus, pabellón municipal Francesc Barneda, Skate Park Pinetons.
- Otros servicios e instalaciones: oficina de atención al ciudadano, Juzgado de paz, Casal d'Avis, residencia para mayores (en proyecto), Casal de Joves, Casa Natura, centro cívico Can Mas, centro cívico Pont Vell, centro de día Can Vargas, Centro Ocupacional Aspasur, patronato municipal de ocupación, oficina de empleo de la Generalitat, oficina municipal de información al consumidor, Correos, vertedero municipal, mercado municipal, Tanatorio, Mozos de Escuadra, Policía Local, Protección Civil.

## Hermanamientos
- Avrillé (Francia)
- Caniles (España)